# Andorra
Andorra (amtlich katalanisch Principat d’Andorra ‚Fürstentum Andorra‘) ist ein in den östlichen Pyrenäen zwischen Spanien und Frankreich gelegener demokratischer Staat in Form einer parlamentarischen Monarchie. Andorra ist ein Binnenstaat.
Erstmals wurden die Gemeinden Andorras im Jahr 839 urkundlich als Lehen der Grafen von Urgell erwähnt. Der Pareatges-Vertrag vom 8. September 1278 bestimmte die Teilung der Herrschaft über das Gebiet Andorras zwischen Bischof Pere d’Urtx von Urgell und Graf Roger Bernard III. von Foix und gilt als Gründungsdokument des andorranischen Co-Prinzipats, das bis heute besteht. Damit ist Andorra der einzige Staat der Welt, in dem zwei ausländische Amtsträger gemeinsam die Funktion des Staatsoberhauptes wahrnehmen. Der Bischof von Urgell und der Staatspräsident von Frankreich (in Nachfolge der Grafen von Foix) regieren in einer zeremoniellen Doppelherrschaft als Kofürsten. Zudem wird ein andorranischer Regierungschef gewählt.
Mit einer Fläche von 468 Quadratkilometern ist das Fürstentum der größte der sechs europäischen Zwergstaaten.
Andorra wird zu den Steueroasen gerechnet. Eine beachtliche Anzahl von Tagesbesuchern kommt der günstigen Alkoholika und Tabakprodukte wegen.
In der Region war der Name Andorras zudem wegen der beiden konkurrierenden Rundfunkstationen mit Sitz in Andorra berühmt, Radio Andorra und Sud Radio, die bis 1981 von ausländischen Lizenzinhabern betrieben wurden und werbefinanzierte, überwiegend französischsprachige Unterhaltungsprogramme sendeten.
Der Tourismus, insbesondere der Wintersport, ist der wichtigste Wirtschaftsfaktor Andorras.

## Landesname
Die Herkunft des Namens Andorra ist unbekannt. Es gibt diverse Erklärungsversuche:
- Laut einer Theorie stammt der Landesname vom navarro-baskischen Wort andurrial ab, was ‚mit Büschen bedecktes Land‘ bedeutet.[7]
- Andere verbinden ihn mit einem Wort anorra, welches das baskische Wort ur ‚Wasser‘ enthalten soll.[8]
- Als Sage zu betrachten ist die Erklärung, Karl der Große habe die Region im Hinblick auf das biblische Tal En Dor oder Andor in Kanaan benannt, in dem die Midianiter besiegt wurden.[9]

## Geographie

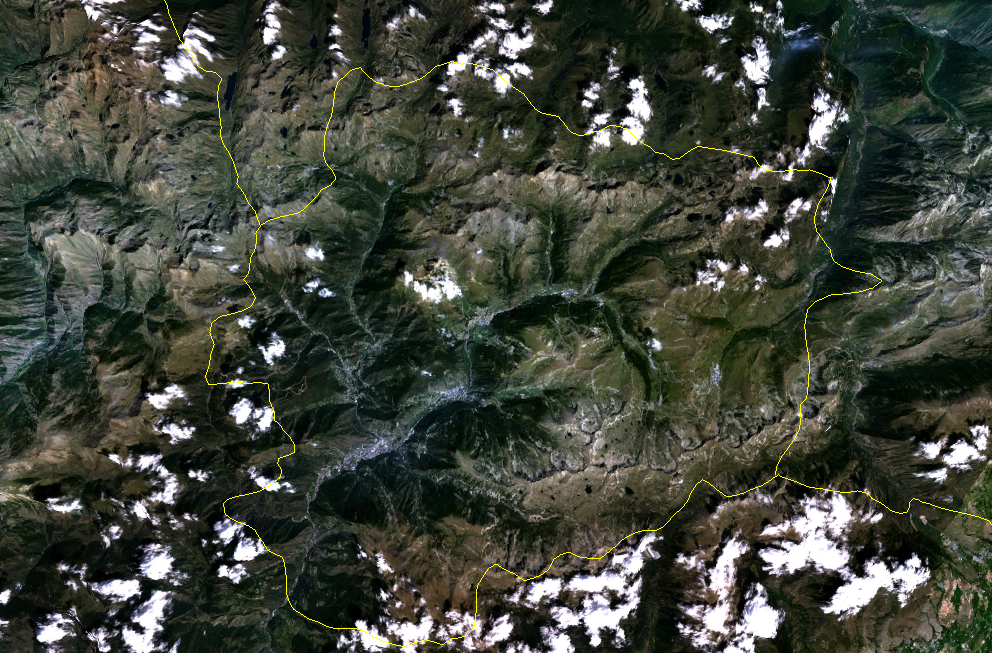
Satellitenbild von Andorra

Andorra liegt in einem Hochtal der Pyrenäen. Die Entstehung des Tales geht auf die Eiszeit zurück, in der Gletscher die ursprünglich engen Täler verbreiterten und das mitgeführte Schuttmaterial als Moränen ablagerten. Mehr als ein Drittel Andorras liegt oberhalb der Waldgrenze. In den Lagen darunter gibt es Wiesen, Weiden und Wälder (überwiegend Kiefernwälder). Das Land ist sehr gebirgig. 65 Berge sind über 2000 Meter hoch. Der höchste Berg ist der Coma Pedrosa mit 2942 Metern. Der niedrigste Punkt (840 Meter) liegt bei Sant Julià de Lòria an der 63,7 km langen spanischen Grenze. Die Grenze zu Frankreich ist 56,6 km lang.
Zwei Arme des Flusses Valira, die Valira del Nord und die Valira d’Orient, vereinigen sich etwa in der Mitte des Landes zur Valira die in Spanien in den Segre mündet. Wasserkraftwerke an der Valira erzeugen einen Teil des in Andorra benötigten Stroms. Weitere Flüsse sind der Arinsal und der Riu Madríu.

### Klima
In Andorra herrscht ein Hochgebirgsklima mit mediterranen Einflüssen. Die mittleren monatlichen Durchschnittstemperaturen reichen von 0,7 °C im Januar bis 16,6 °C im Juli. Die mittlere monatliche Niederschlagshöhe liegt zwischen 41,6 Millimeter im Februar und 97,4 Millimeter im Mai.
|                        | Jan  | Feb  | Mär  | Apr  | Mai  | Jun  | Jul  | Aug  | Sep  | Okt  | Nov  | Dez  |   |       |
| Mittl. Temperatur (°C) | 0,7  | 1,6  | 3,8  | 5,4  | 9,3  | 13,1 | 16,6 | 16,4 | 13,0 | 8,7  | 4,1  | 1,4  | ⌀ | 7,9   |
|                        |      |      |      |      |      |      |      |      |      |      |      |      |   |       |
| Niederschlag (mm)      | 63,3 | 41,6 | 49,7 | 80,4 | 97,4 | 91,6 | 68,9 | 88,0 | 82,7 | 83,9 | 74,2 | 70,0 | Σ | 891,7 |

|  |

|  |

|  |

|  |

|  |

|  |

|  |

|  |

|  |

|  |

|  |

|  |

|  |

|  |

|  |

|  |

|  |

|  |

|  |

|  |

|  |

|  |

|  |

|  |

### Flora und Fauna

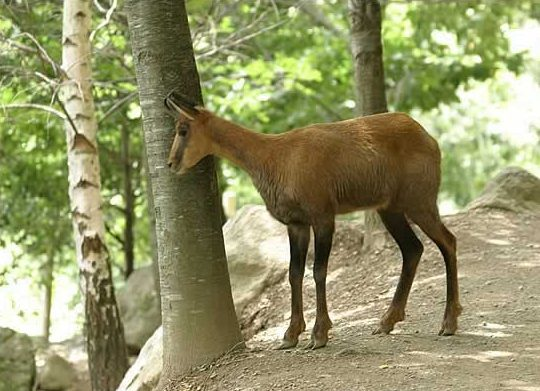
Gämse

Die untersten Lagen sind mediterran beeinflusst, sie sind von immergrünen Eichenbeständen und wechselndem Öd- und Heideland gekennzeichnet. Danach folgt eine Zone der Eichen- und Pinienwälder, in Schattenlagen gedeihen Tannen. In der subalpinen Zone zwischen 1600 und 2000 Metern herrschen Wälder mit Kiefern und Fichten vor, vereinzelt wachsen dort auch Birken, Eschen, Buchsbäume, Wacholder, Rhododendron und Heidekraut. Oberhalb der Baumgrenze breiten sich alpine Matten aus. Andorra verfügt über eine reiche Flora mit über 1150 nachgewiesenen Arten. Früher wurde die Vegetation meist durch grasende Tiere niedrig gehalten und die nach Süden ausgerichteten Talseiten wurden für Terrassen-Landwirtschaft genutzt.
Die Tierwelt gleicht im Wesentlichen der mitteleuropäischen Fauna – Igel, Maulwürfe, Eichhörnchen sowie zahlreiche Vogelarten, Füchse, Dachse, Baummarder, Wildschweine und Hasen sind hier zu Hause und werden bejagt. Ein Verwandter des Maulwurfs, der Pyrenäen-Desman, ist an Bachufern zu finden, wo er im klaren Wasser auf Nahrungssuche geht. In höheren Gebirgslagen gibt es Gämsen, Mufflons, Murmeltiere sowie Auerhühner, aber auch Steinadler, Gänse-, Schmutz- und Bartgeier haben hier ihren Lebensraum.

### Landschafts- und Naturschutz

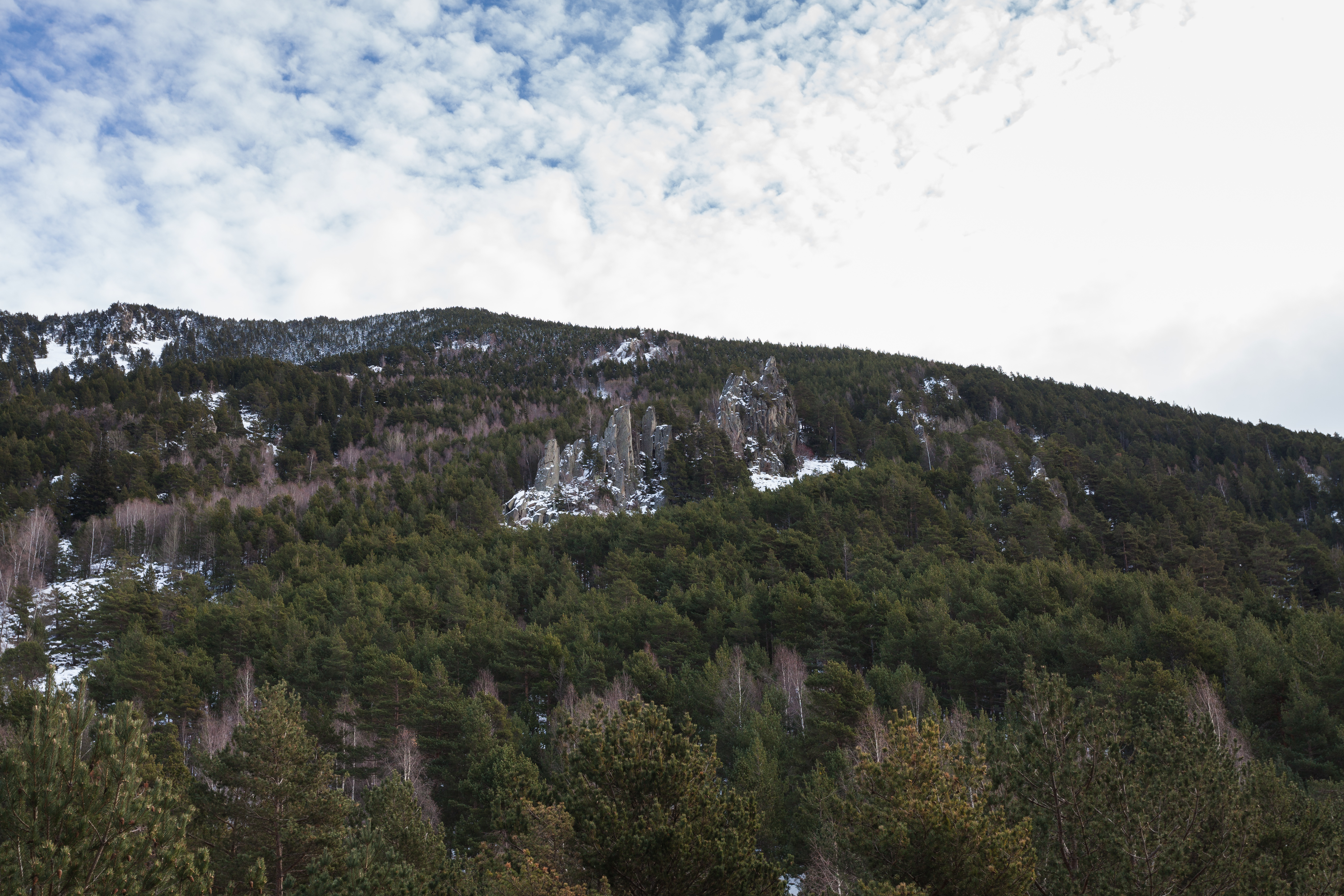
Sicht von Engolasters in Andorra

Das Vall del Madriu-Perafita-Claror wurde 2004 als Kulturlandschaft in das UNESCO-Welterbe aufgenommen. Es gibt laut der UNESCO einen Eindruck, wie die Menschen die knappen Ressourcen der Hochpyrenäen während der letzten Jahrtausende genutzt haben, um eine nachhaltige Lebensumgebung zu erschaffen, die im Einklang mit der Gebirgslandschaft steht. Das Schutzgebiet erstreckt sich auf einer Fläche von 4247 Hektar über die Gemeinden Encamp, Escaldes-Engordany, Andorra la Vella und Sant Julià de Lòria.
Es gibt zwei Naturparks in Andorra. Der Parc Natural de la Vall de Sorteny hat eine Fläche von 1080 Hektar und liegt in der Gemeinde Ordino. Der Parc Natural Comunal de les Valls del Comapedrosa, der zur Gemeinde La Massana gehört, umfasst den Gebirgszug Comapedrosa und ist 1542 Hektar groß.

## Bevölkerung
Die Bevölkerung des Landes konzentriert sich im größten Tal des Fürstentums, durch das der Fluss Gran Valira fließt und in dem sich zwei Gemeinden befinden, darunter die Hauptstadt Andorra la Vella.

### Struktur

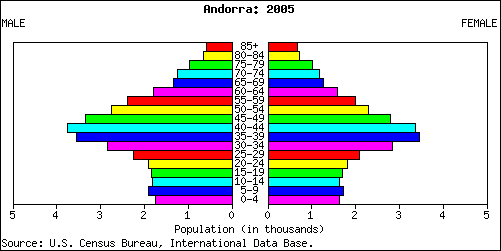
Bevölkerungspyramide von Andorra

Bedingt durch das begrenzte landwirtschaftliche Potenzial des kleinen Landes war die Bevölkerungszahl von Andorra seit jeher niedrig. Das Bevölkerungswachstum wurde durch stete Auswanderung ausgeglichen. Über Generationen lebten nur rund 3000 Menschen in Andorra, erst im 19. Jahrhundert stieg die Zahl der Einwohner auf über 5000. Am Ende des 19. Jahrhunderts näherte sie sich 6000, fiel aber im ersten Jahrzehnt des 20. Jahrhunderts wieder. Zwischen 1860 und den 1930er Jahren war die Zahl der Auswanderer beträchtlich. Zuerst suchten Andorraner Saisonarbeit in Spanien und Frankreich, ließen sich später auch dort nieder. Während des Spanischen Bürgerkriegs und des Zweiten Weltkriegs blieb Andorra neutral und wurde dadurch zum Ziel zahlreicher Flüchtlinge. 1950 hatte die Bevölkerungszahl wieder 6000 erreicht. In den folgenden Jahrzehnten erlebte das Land einen bis dahin beispiellosen Zuwachs; zwischen 1950 und 2019 entwickelte sich die Einwohnerzahl wie folgt:
| 1950  | 1960  | 1970   | 1980   | 1990   | 2000   | 2010   | 2011   | 2012   | 2013   | 2014   | 2015   | 2016   | 2017   | 2018   | 2019   |
| ----- | ----- | ------ | ------ | ------ | ------ | ------ | ------ | ------ | ------ | ------ | ------ | ------ | ------ | ------ | ------ |
| 6.176 | 8.392 | 19.545 | 35.460 | 54.507 | 65.844 | 85.015 | 78.115 | 76.246 | 76.098 | 76.949 | 78.011 | 77.297 | 77.001 | 77.006 | 77.142 |

Das Bevölkerungswachstum ist vor allem auf Einwanderung zurückzuführen, insbesondere aus Spanien und später auch aus Portugal und Frankreich. Zudem gibt es Arbeitsmigranten aus Ländern wie Argentinien, Marokko oder den Philippinen. Eine weitere Einwanderergruppe besteht aus wohlhabenden Ausländern, unter anderem aus Großbritannien, Deutschland und den Niederlanden, die die geringe Steuerpflicht ins Land lockt. Im Jahre 2017 waren 53,5 % der Bevölkerung im Ausland geboren.
Andorra hat eine der niedrigsten Geburtenraten der Welt: Andorranerinnen gebären durchschnittlich 1,39 Kinder. Die Säuglingssterblichkeit beträgt 0,6 %, die Kindersterblichkeit 0,4 %. Die durchschnittliche Lebenserwartung beträgt 82,4 Jahre und ist eine der höchsten der Welt.
- 15,6 % der Einwohner sind unter 15 Jahre alt (davon 6799 männlich und 6440 weiblich).
- 71,4 % sind 15 bis 64 Jahre alt (davon 31.545 männlich und 29.037 weiblich).
- 13,0 % sind 65 Jahre oder älter (davon 5502 männlich und 5502 weiblich).

Im Jahr 2021 lebten 88 Prozent der Einwohner Andorras in Städten. Ein Viertel der Bevölkerung ist in Andorra la Vella ansässig, ein weiteres knappes Viertel in der Nachbargemeinde Escaldes-Engordany, die mit der Hauptstadt zusammengewachsen ist.

### Sprachen
Die Amtssprache Andorras ist Katalanisch, die Muttersprache der einheimischen Andorraner. Laut einer Umfrage des andorranischen Zentrums für Sozialforschung (Centre de Recerca Sociològica) aus dem Jahr 2005 sprechen 38,8 % der Einwohner Andorras Katalanisch, 35,4 % Spanisch, 15,0 % Portugiesisch und 5,4 % Französisch als Muttersprache. Auf die Frage, welche Sprache sie am häufigsten zur Kommunikation nutzen, gaben 58,3 % der Befragten Katalanisch, 37,3 % Spanisch, 3,5 % Portugiesisch und 2,2 % Französisch an. Bei der letzten Frage waren mehrere Antworten möglich. Es wurden 902 Personen befragt.
| Sprache       | Muttersprache | Alltagssprache |
| ------------- | ------------- | -------------- |
| Katalanisch   | 38,8 %        | 58,3 %         |
| Spanisch      | 35,4 %        | 37,3 %         |
| Portugiesisch | 15,0 %        | 03,5 %         |
| Französisch   | 05,4 %        | 02,2 %         |
| Andere        | 05,5 %        | 00,5 %         |

Obwohl Katalanisch die Amtssprache Andorras ist, steht es durch das spanische und französische Schulwesen, die Zuwanderung aus Spanien und Frankreich sowie die in Andorra präsenten ausländischen Medien unter Druck. Die Gründung eines offiziellen Sprachrates, des Servei de Política Lingüística, und die Stärkung des Katalanischen an den andorranischen Schulen und in der Erwachsenenbildung sollen der Verdrängung entgegenwirken. Unterricht in Katalanisch wird inzwischen auch im spanischen und französischen Schulsystem in Andorra angeboten.

### Religion

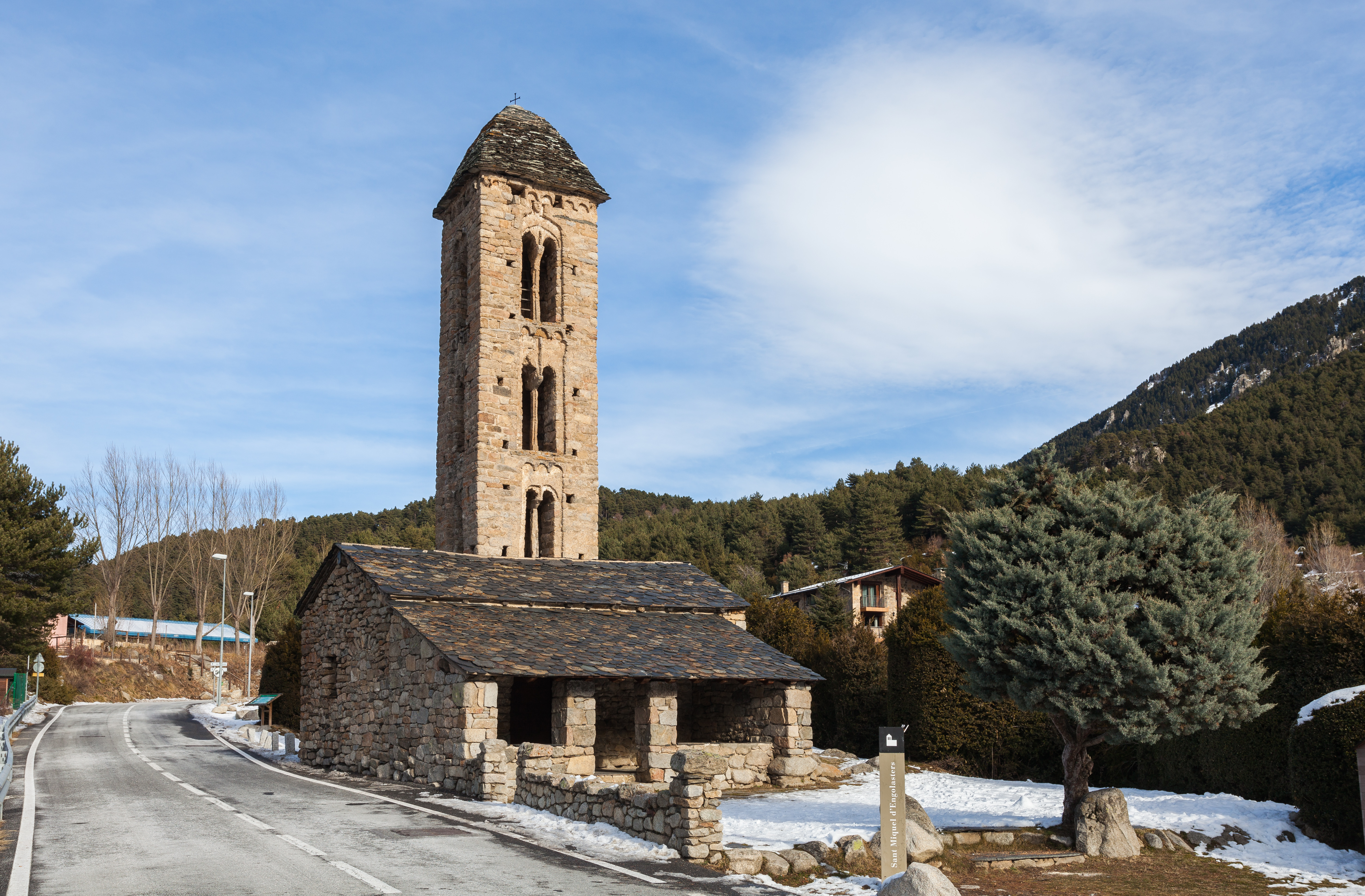
Kirche Sant Miquel d’Engolasters

Artikel 11 der Verfassung garantiert Religionsfreiheit, es gibt keine offizielle Religion oder Staatskirche. Punkt 3 des Artikels erkennt die traditionelle Rolle der römisch-katholischen Kirche an, ihr Recht auf öffentliche Feiern sowie den gesetzlichen Status ihrer Institutionen und deren interner Regeln. Die katholische Kirche in Andorra ist Teil der Diözese Urgell. Der Bischof, der auch Kofürst von Andorra ist, hat in der Stadt La Seu d’Urgell, im nordwestlichen Teil von Katalonien, seinen Sitz.
Der überwiegende Teil der Andorraner (ca. 90 Prozent) bekennt sich zur römisch-katholischen Kirche, daneben sind ein Prozent der Bevölkerung Zeugen Jehovas, außerdem gibt es eine jüdische und einige protestantische Gemeinden.

### Bildung

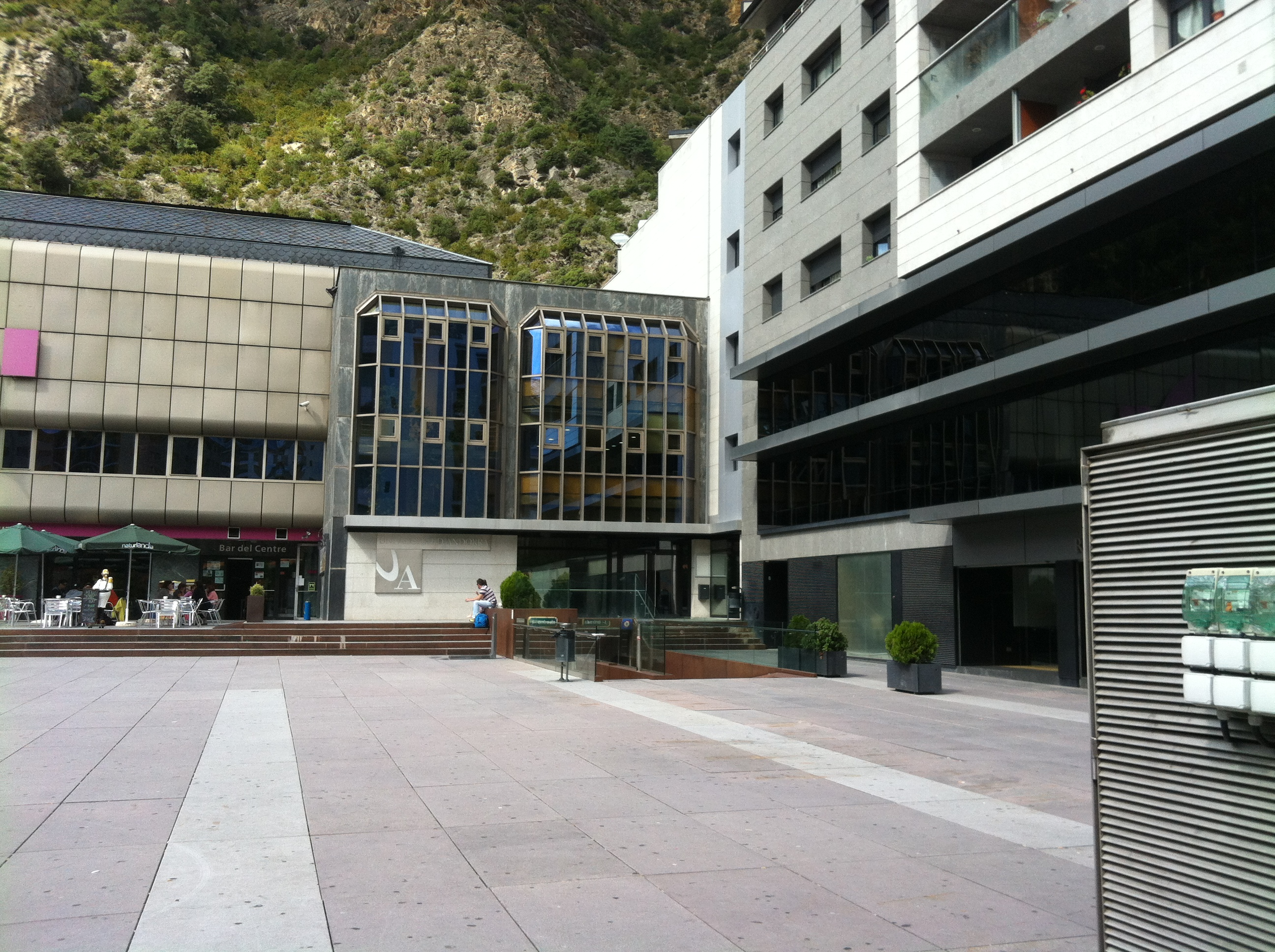
Universität von Andorra

Das Bildungssystem Andorras umfasst ein andorranisches, ein spanisches und ein französisches Schulwesen sowie eine private englische Schule (Elians). Es besteht auch ein konfessionelles Schulwesen, das dem spanischen Ausbildungsprogramm folgt, doch weder finanziell noch institutionell vom staatlichen spanischen System abhängt, sondern vom andorranischen Staat finanziert wird.
Die Schulbesuchsquote in Andorra beträgt quasi 100 %. Der Schulbesuch im andorranischen, spanischen und französischen System ist kostenfrei, bis zum Alter von 16 Jahren besteht Schulpflicht. Nur die private englische Schule ist nicht gebührenfrei. Das Schulsystem besteht aus der Vorschule, der Grundschule und den weiterführenden Schulen: Kollegium und Gymnasium. Das Ausbildungssystem umfasst auch besondere Zweige für Berufsausbildung, Fachausbildung (eine Schule für Krankenschwestern, eine Schule für Informatik, eine Handelsschule für kleine und mittlere Unternehmen und die Industrie) und für Erwachsenenbildung. Die staatliche Universität Universitat d’Andorra wurde 1997 gegründet. Sie ist neben der Fernuniversität Universitat Oberta de la Salle in La Massana die einzige öffentliche Hochschule des Landes und hat ihren Sitz in Sant Julià de Lòria. Sie bietet Bachelorstudiengänge in Informatik, Krankenpflege, Wirtschaft und Bildungswissenschaften an. Im Jahr 2008 wurde per Gesetz die Genehmigung für eine private Hochschule erteilt.
Der Staat vergibt bedarfsgerechte Ausbildungsbeihilfen und hat eine Ausbildungsförderung für die Hochschulbildung eingerichtet. Verschiedene Formen von Stipendien werden für Studien im Ausland vergeben. Über den Nationalen Studienpreis (Premi nacional d’estudi) gibt es jährlich Stipendien an die besten Schüler der drei im Land vertretenen Schulsysteme. Der Staat verfügt auch über Studentenwohnheime in Toulouse und Paris.

## Geschichte

### Vorgeschichte
Die frühesten Funde menschlichen Lebens in Andorra gehen bis auf die letzte Eiszeit zurück. Erste neolithische Bauten lassen sich in der Nekropole von Feixa del Moro und am Abri Balma de la Margineda fassen. Keramikstücke, Ketten und andere Gegenstände zeugen von einer Besiedlung vor der Bronzezeit. Weitere archäologische Fundstücke sind die Steingravuren von Ordino, Höhlenzeichnungen von La Roca de les Bruixes.
Die Bewohner der Täler von Andorra wurden wahrscheinlich zum ersten Mal in einem Text des griechischen Historikers Polybios (2. Jahrhundert v. Chr.) erwähnt. Polybios beschreibt, wie Hannibal die Pyrenäen überquerte, und erwähnt in diesem Zusammenhang die Stämme der Andosiner. Unter Augustus wurden die Pyrenäen und der Norden der Iberischen Halbinsel endgültig Teil des Römischen Reiches. Es gilt als gesichert, dass sich in den andorranischen Tälern in der Spätantike Reste zurückweichender baskischer Gruppen mit Römern, westgotischen Eroberern sowie der keltisch-iberischen Urbevölkerung vermischten. Die Täler Andorras unterlagen nacheinander und teils indirekt dem Einfluss des Römischen Reiches, der Westgoten, Mauren und Franken. Unter der fränkischen Herrschaft wurde die hispanische Grenze festgelegt, die „Ularea“, die das andorranische Gebiet begrenzte.

### Gründungslegende, Lehen Urgells, Aufstieg der Grafen von Foix
Einer Legende zufolge gründete Karl der Große Andorra im Jahr 788 zum Dank für die Hilfe seiner Einwohner beim Kampf gegen die Mauren. Dabei soll er dem Volk von Andorra auch die Unabhängigkeit gewährt haben. Tatsächlich gehörte das Land zu der von Karl dem Großen gegründeten Spanischen Mark, einem Gebiet, das er den Mauren entrissen hatte.
Erstmals wurden die Gemeinden Andorras 839 in der Urkunde der Sanktionierung von Urgell als Lehen des Grafen von Urgell erwähnt. In einem Schreiben Karls des Kahlen an Sunifred I. von Barcelona von 843 wird das andorranische Gebiet als Besitz des Grafen von Urgell definiert, und in der Einweihungsakte der Kathedrale von La Seu d’Urgell, die 860 unterzeichnet wurde, wird erwähnt, dass das Gebiet Andorras in kirchlicher Hinsicht der Diözese von Urgell untergeordnet sei.

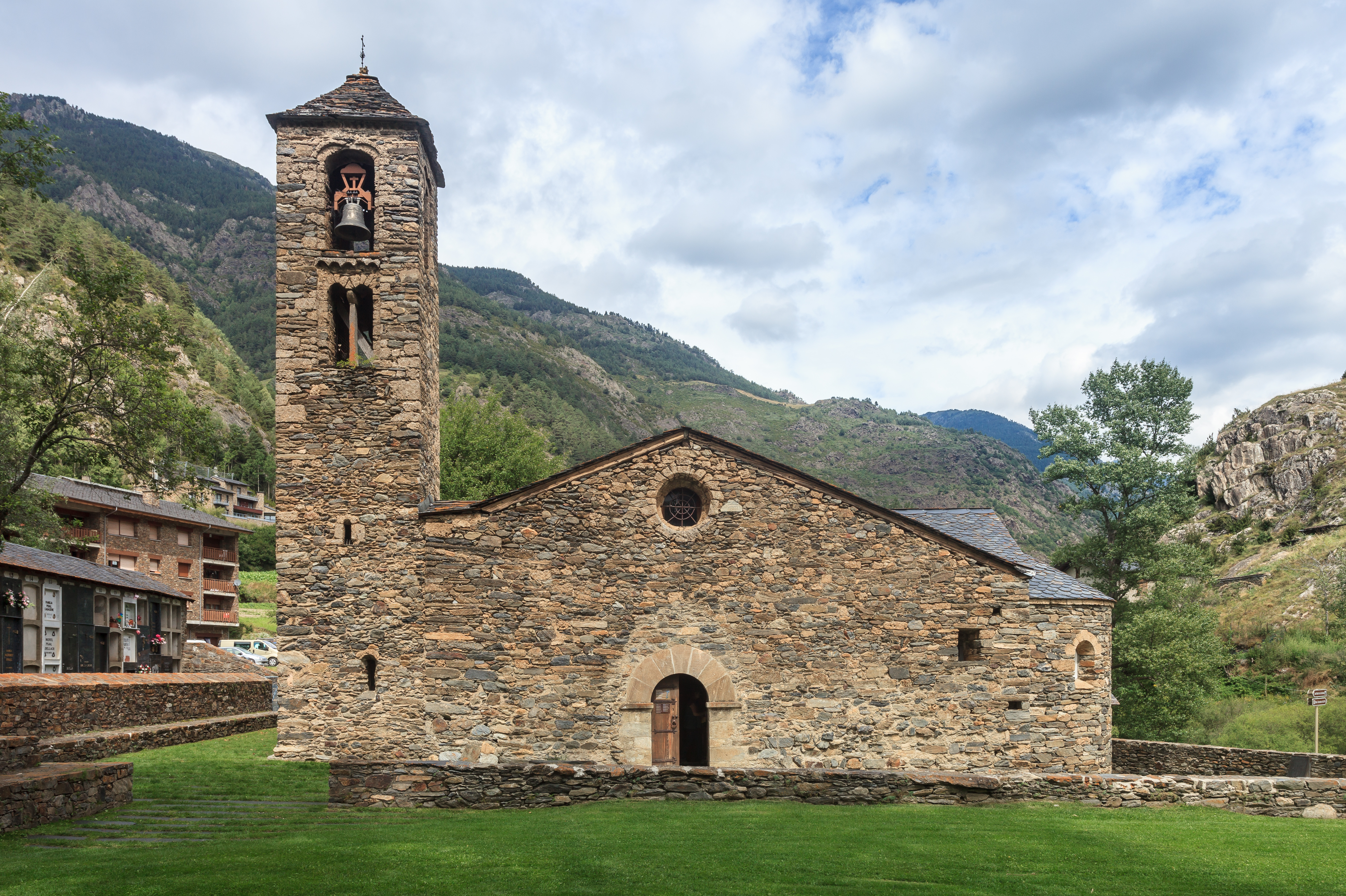
Die Església Sant Martí de la Cortinada wurde im 12. Jahrhundert erbaut

Am 27. Januar 1133 verzichtete Graf Ermengol VI. von Urgell nach Erhalt einer Zahlung von 1200 Sous (Solidi) auf seine Herrschaftsrechte in den Tälern Andorras zugunsten des Bischofs von Urgell. Die Bischöfe von Urgell vertrauten die Verteidigung und Rechtsprechung Andorras der Adelsfamilie Caboet an, die aus dem südlich von Urgell gelegenen Ort Cabó stammte. Die Caboet erhielten vom Bischof dafür eigene Lehen im Tal von Andorra und Sant Joan, die sie als Vasallen der Bischöfe verwalteten.
Die letzte Erbin der Caboet, Arnaua, heiratete 1185 Arnau, den Vizegrafen von Castelbon. Dieser war ein glühender Katharer und versuchte, im Bunde mit dem am Nordhang der Pyrenäen ansässigen Grafen Raimund Roger von Foix seine Vasallität gegenüber dem Bischof von Urgell abzustreifen. Zu diesem Zweck verheiratete Arnau von Castelbon seine Erbtochter, Ermesende, 1202 mit dem künftigen Grafen von Foix, Roger Bernard II., wodurch die Besitzungen der Caboet in Andorra an diese einflussreiche Familie übergingen. Da die Grafen von Foix es ablehnten, in ein Vasallenverhältnis gegenüber den Bischöfen von Urgell zu treten, schwelte im 13. Jahrhundert ein Konflikt zwischen beiden Parteien, der oft kriegerisch ausgetragen wurde.
Der Konflikt konnte erst 1278 beigelegt werden. Bei einer Zusammenkunft am 8. September in Lleida schlossen Bischof Pere d’Urtx und Graf Roger Bernard III. den so genannten Pareatges-Vertrag, der eine Teilung der Herrschaft über das umstrittene Gebiet vorsah. Die beiden Parteien erkannten einander als gleichberechtigte Herren über Andorra an. Dieser Vertrag markiert den Beginn des bis 1993 bestehenden Kondominiums und damit auch die faktische Gründung des Kofürstentums Andorra; 1288 wurde er um mehrere Artikel erweitert. Während der Bischof von Urgell in seinen Vertragsrechten verblieb, gingen die der Grafen von Foix 1594 durch die Ernennung des letzten Grafen von Foix, Heinrich von Bourbon, zum König von Frankreich auf die französische Krone über, in deren Rechtsnachfolge die Staatspräsidenten Frankreichs stehen.

### Entwicklung nach der Schaffung des Consell de la Terra
Im Jahr 1419 wurde der Consell de la Terra geschaffen, ein Repräsentativorgan der andorranischen Bevölkerung und Vorläufer des heutigen Consell General de les Valls (Generalrat der Täler). Darin versammelt waren die Oberhäupter der wichtigsten andorranischen Familien. Die politische Struktur, die im Mittelalter entstanden war, stabilisierte sich im 16. bis 18. Jahrhundert. Auch die politische und wirtschaftliche Macht der wichtigsten Familien des Landes festigte sich.

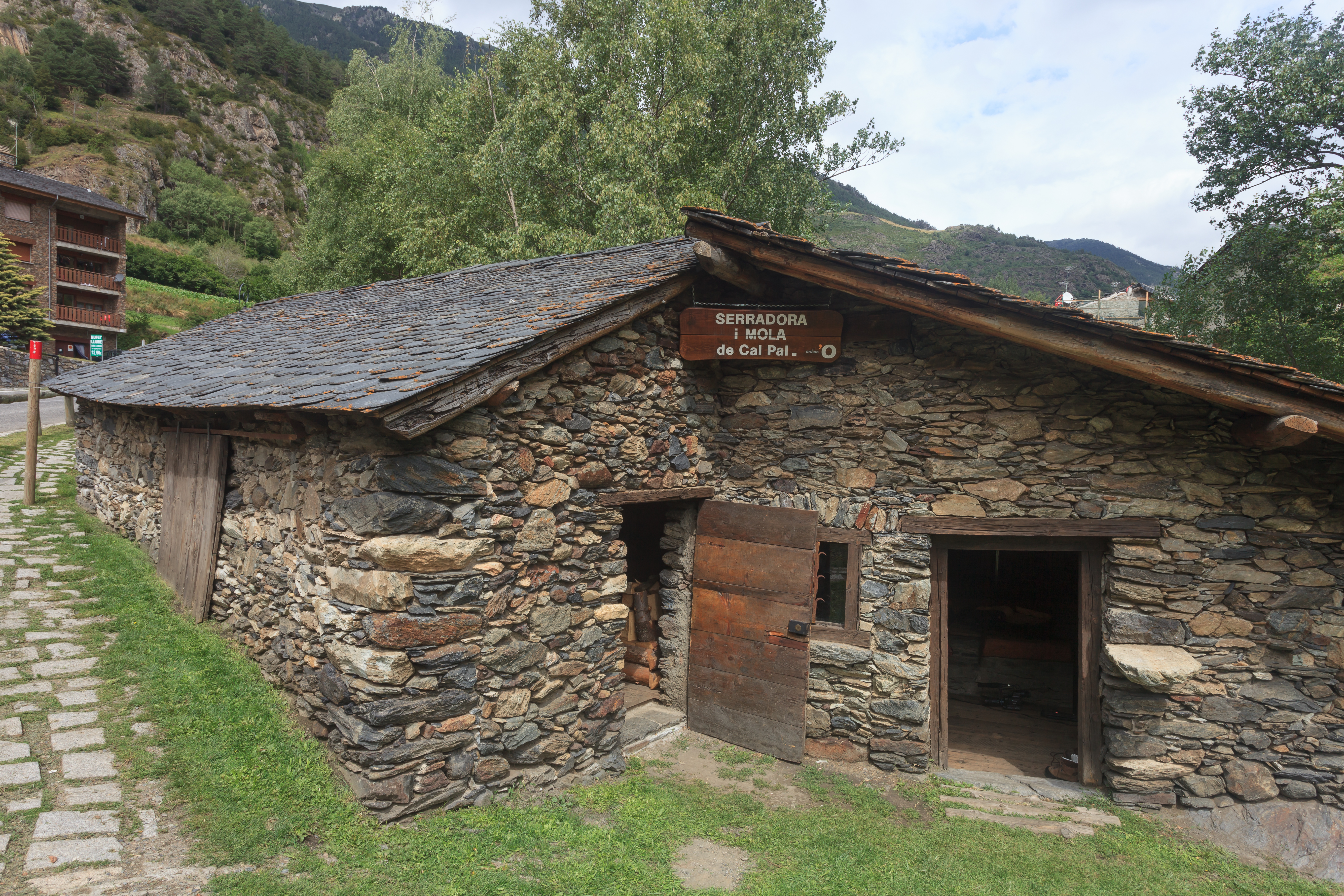
Eine alte Sägemühle in Ordino

Am Anfang des 18. Jahrhunderts befand sich Andorra in einer wirtschaftlich und institutionell schwierigen Lage, die unter anderem auf innerspanische Konflikte zurückzuführen war. Im Zuge einer forcierten Zentralisierungspolitik zerstörte Spanien, das im 15. Jahrhundert aus einer Union der Königreiche Kastilien und Aragón entstanden war, alle katalanischen Institutionen und drohte mit der Anwendung der Decretos de Nueva Planta von 1714 auf alle Drittstaaten, die Waren nach Spanien einführten. Der Erlass sah vor, eine Abgabe auf alle Produkte zu erheben, die nach Spanien eingeführt wurden; sie entsprach 10 % des Produktwertes. Die Andorraner mussten jahrelang verhandeln, bis sie ein Sonderabkommen erwirkten, die Sentència Manutenció von 1738. Dieser Text legte eine Abgabenbefreiung für andorranische Produkte fest.

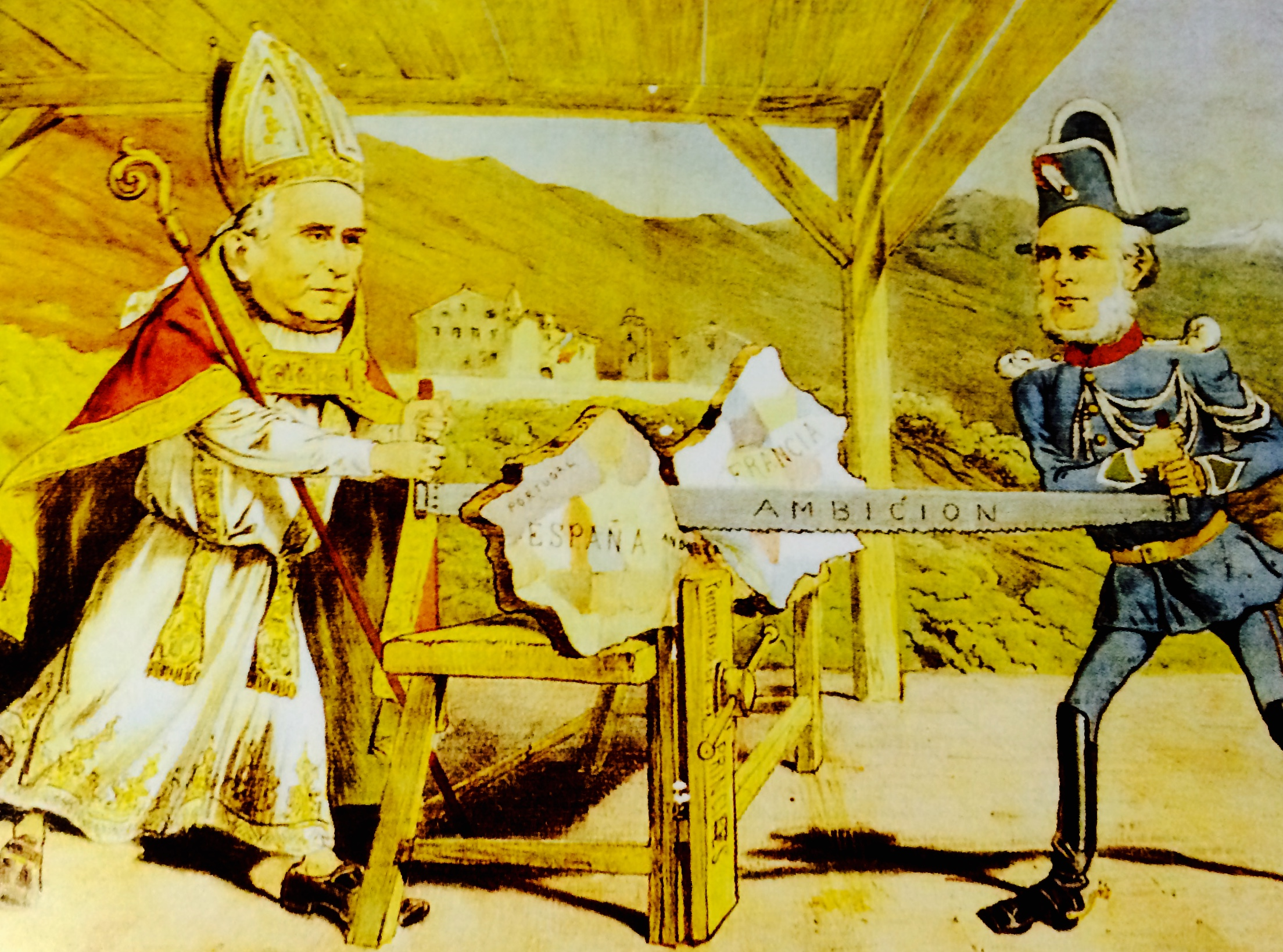
Karikatur La Qüestió d’Andorra von 1881

Die Französische Revolution führte französischerseits zur Nichtanerkennung des Status des Kofürstentums, ein Zustand, der die Entwicklung Andorras in den folgenden Jahren lähmte. Das Land verlor hinsichtlich Frankreichs alle Privilegien, unter anderem die Steuerfreiheit, die Neutralität seiner Justiz und die Kontrolle über die inneren Angelegenheiten und den Handel. Auf Antrag der Andorraner stellte Napoleon Bonaparte 1806 den Status quo ante wieder her und erneuerte alle Vorrechte und Institutionen, die Andorra mit dem französischen König verbunden hatten. Das Amt des französischen Co-Prinzipats wurde seither vom jeweiligen Staatsoberhaupt Frankreichs wahrgenommen, sei er Monarch oder Staatspräsident.

### Grundlegender Wandel im 20. Jahrhundert
Die Einrichtung von Verkehrs- und Kommunikationswegen im 20. Jahrhundert veränderte das Gesicht des bis dahin weitgehend isolierten ärmlichen Landes grundlegend. Der Bau einer ersten befestigten Straße nach Spanien im Jahr 1913 und einer weiteren Straße nach Frankreich und ins Innere der andorranischen Täler 1933, die Elektrifizierung, die Anbindung an die spanische und französische Post, die Einführung des Hörfunks ab 1935 und die Eröffnung einer Skistation 1934 waren bedeutende Faktoren. In institutioneller Hinsicht erlebte die andorranische Demokratie 1933 dank der Einführung des Wahlrechts für alle volljährigen Männer einen bedeutenden Fortschritt. Volljährigkeit bestand vom Alter von 27 Jahren an. Das aktive Frauenwahlrecht wurde am 14. April 1970 eingeführt, das passive Frauenwahlrecht am 5. September 1973.
Ein Kuriosum in der Geschichte Andorras ereignete sich im Jahr 1934. Damals erlangte ein russischer Adeliger, Boris Skossyrew, Einfluss in Andorra und ließ sich am 7. Juli vom Generalrat als Boris I. zum König ausrufen. Seine Herrschaft dauerte bis zum 21. Juli, als er auf Intervention des Bischofs von Urgell verhaftet und des Landes verwiesen wurde.
Im Zweiten Weltkrieg bewahrte Andorra Neutralität. Andorra befand sich seit dem Ersten Weltkrieg aufgrund Nichtunterzeichnung des Versailler Vertrags de jure noch bis zum 25. September 1939 im Kriegszustand mit Deutschland.
Am 25. August 1973 trafen sich in Cahors (Frankreich) der Bischof von Urgell, Joan Martí Alanís, und der französische Staatspräsident, Georges Pompidou. Dies war das erste Treffen der andorranischen Kofürsten seit 1278.
Größere Mitbestimmungsrechte waren der Bevölkerung lange Zeit versagt. Zwar besaß Andorra mit dem Generalrat der Täler (Consell General de les Valls) eine Volksvertretung, doch verfügte diese nicht über direkte legislative Gewalt. 
Die Rechte der beiden Kofürsten wurden im frühen 20. Jahrhundert von zwei nicht in Andorra residierenden Delegierten ausgeübt. Diese entsandten einen Vogt nach Andorra, der die Aufsicht über die Gesetzgebung und Verwaltung hatte und jährlich einen symbolischen Tribut, überwiegend aus Naturalien bestehend, für die Kofürsten einnahm. 
Ende der 1970er Jahre begannen Planungen einer Reform der andorranischen Institutionen. 1981 wurde ein Legislativorgan (Generalrat) geschaffen. Dieser verabschiedete am 25. Januar 1981 nach 703 Jahren der Eigenständigkeit die erste Verfassung. Diese sah eine Verwaltungsreform und die Bildung eines Exekutivrates vor.

### Seit Einführung der Verfassung
Bis zum Jahr 1993 gab es in Andorra keine klare Trennung von legislativer, exekutiver und judikativer Gewalt. Erst die Verfassung vom 4. Mai 1993 etablierte Andorra als souveränen Staat mit einem parlamentarisch-demokratischen System im modernen Sinne. Die beiden ausländischen Schutzherren und Kofürsten blieben Staatsoberhaupt, doch kommt ihnen weitgehend nur noch eine repräsentative Funktion zu. Die exekutive Gewalt ist einem dem Parlament verantwortlichen Ministerpräsidenten übertragen.
Andorra ist Mitglied der Vereinten Nationen (UN), der Organisation für Sicherheit und Zusammenarbeit in Europa (OSZE), des Europarats und der Europäischen Währungsunion, nicht aber der Europäischen Union.

## Politik

### Verfassung
Erst die Staatsreform mit der Verfassung von 1993 schuf den souveränen Staat Fürstentum Andorra. Nach der Verfassung ist Andorra ein parlamentarisches Kofürstentum (Artikel 1 Absatz 4 der Verfassung).

### Exekutive
Gemeinsames Staatsoberhaupt sind der spanische Bischof von La Seu d’Urgell, Josep-Lluís Serrano Pentinat, und der französische Staatspräsident Emmanuel Macron. Ihr Amt ist rein repräsentativer Natur, sie besitzen allerdings ein Vetorecht in auswärtigen Angelegenheiten. Das Einkammerparlament wählt den Regierungschef (Cap de Govern), der die Exekutive leitet. Derzeitiger Regierungschef ist seit dem 16. Mai 2019 Xavier Espot Zamora. Die Regierung leitet die andorranische Innen- und Außenpolitik und steht der Verwaltung vor.
Polizei
Das Cos de Policia d’Andorra wurde 1931 als Servei d’Ordre mit sieben Mitarbeitern gegründet. Heute beschäftigt das Polizeikorps etwa 280 Personen.
Feuerwehr
Die Feuerwehr in Andorra gründete sich Ende des Jahres 1961. Im Jahr 2022 sind etwa 120 Berufsfeuerwehrleute in vier Feuerwachen in Santa Coloma d’Andorra, Pas de la Casa, La Massana und Canillo tätig. Die Feuerwehren sind mit 16 großen Feuerwehrfahrzeugen, vier leichten Hilfsfahrzeugen und vier Krankentransportwagen ausgestattet. Der Anfang 2002 gegründete nationale Feuerwehrverband Cos de Bombers d'Andorra repräsentiert die andorranischen Feuerwehren mit ihren rund 120 Feuerwehrangehörigen.

### Legislative

#### Generalrat der Täler (Parlament)
Der Generalrat, der Consell General de les Valls, übt die Funktion eines Landesparlaments und somit die Gesetzgebung in Andorra aus, genehmigt den Staatshaushalt und fördert und kontrolliert die politischen Maßnahmen der Regierung. Er umfasst derzeit 28 Räte, die auf vier Jahre gewählt werden. 14 Räte werden auf regionaler Ebene (zwei Räte für jede Gemeinde), die übrigen auf nationaler Ebene gewählt. Die Abgeordneten wählen einen Síndic und einen Subsíndic als Präsidenten und Vizepräsidenten des Consell, die zusammen mit zwei Sekretären, die ebenfalls aus dem Consell gewählt werden, das Parlamentsbüro bilden. Präsident des Consell (Parlamentspräsident) ist derzeit Vicenç Mateu Zamora, Vizepräsidentin Mònica Bonell Tuset.
Zusammensetzung des Generalrats
- PSDA: 7
- CC: 2
- PLA: 4
- DPA: 11
- TV: 4

Bei den Parlamentswahlen 2009 erreichte die Coalició Reformista (CR), die neue konservative Koalition aus PLA und CDA-S21, nur noch 32,3 % der Stimmen (Verlust von rund 20 % der Stimmen). Der Partit Socialdemòcrata (PSD) erhielt 45 % und gewann somit die Hälfte der Mandate. Andorra pel Canvi (ApC), eine Nachfolgepartei der sozialliberalen Renovació Democràtica (RD), kam mit 18,9 % der Stimmen auf drei Sitze im Generalrat. Die Grünen verfehlten mit 3,2 % zum zweiten Mal nach 2005 den Einzug in den Generalrat. Damit löste der PSD unter Führung von Jaume Bartumeu Cassany die CR erstmals an der Regierung ab – sie war bei Abstimmungen jedoch auf mindestens eine weitere Stimme aus anderen im Generalrat vertretenen Parteien angewiesen oder musste eine Koalition mit ApC eingehen.
Nach dem wiederholten Boykott, einen Staatshaushalt zu verabschieden, löste Bartumeu den Generalrat Anfang 2011 auf und setzte Neuwahlen für den 3. April 2011 an. Bei dieser Wahl gewannen die liberal-konservativen Demòcrates per Andorra (DPA) mit 55,2 % der Stimmen und erhielten 20 Mandate. Der Partit Socialdemòcrata (PSDA) wurde zweitstärkste Partei (34,8 %) und erhielt sechs Sitze. Die übrigen zwei Sitze erhielt die Unió Laurediana (UL), die nur im Wahlkreis Sant Julià de Lòria zur Wahl antrat, wo 61,6 % der Wähler für sie votierten; auf ganz Andorra umgerechnet, waren dies 8,6 %. Nicht in den Generalrat eingezogen sind Andorra pel Canvi (6,7 %) und die Grünen (3,3 %). Die Wahlbeteiligung lag bei 74,12 % der Stimmberechtigten. Von den 28 gewählten Volksvertretern werden 15 Mandate von Frauen besetzt (54 % der Sitze). Damit ist Andorra das erste europäische Land, in dem Frauen die Mehrheit im Parlament bilden, und nach Ruanda (seit 2008) das zweite Land weltweit. Die Demòcrates per Andorra stellen den Regierungschef, Antoni Martí.
Bei der Wahl 2015 verloren die DPA und die PSDA erheblich, doch gelang es den DPA, die absolute Mehrheit zu halten. Der liberale PLA kam auf 27 %. Die UL trat diesmal in Koalition mit dem PSDA an.
Die DPA verlor bei der Wahl 2019 ihre Mehrheit und musste sich einen Koalitionspartner suchen, blieb mit leichten Verlusten aber stärkste Partei (rund 35 %). Der PSDA erzielte rund 30 %, während der PLA erheblich an Stimmen einbüßte und nur 12,5 % aller abgegebenen Stimmen erreichte. Unió Laurediana (UL) trat erstmals landesweit an und erreichte über 10 %. Die populistische Partei AS trat ebenfalls erstmals an und erhielt 4,6 %. Die linke SiP verlor deutlich und kam auf 5,9 %.

### Parteienlandschaft
Andorra verfügt über ein Mehrparteiensystem, das durch eine Rechts-Links-Achse dominiert wird. Traditionell wird die rechte Seite durch die Partit Liberal d’Andorra und die linke Seite durch die Partit Socialdemòcrata vertreten. Es gibt weitere Parteien, unter anderem die Umweltpartei Verds d’Andorra, die Andorra pel Canvi (ApC – Für Wandel in Andorra) und die örtlich vertretene Partei Unió Laurediana aus Sant Julià de Lòria. Die Regierungsmacht in Andorra liegt hauptsächlich in konservativen Händen, mit Ausnahme des Kabinetts von 2009 bis 2011, als die Sozialdemokraten regierten.
Im Generalrat sind derzeit drei Parteien vertreten. Dazu gehören die Demòcrates per Andorra (DA – Demokraten für Andorra), die Partit Socialdemòcrata (PS – Sozialdemokratische Partei) sowie die Unió Laurediana.

### Staatsbürgerschaft und Wahlrecht

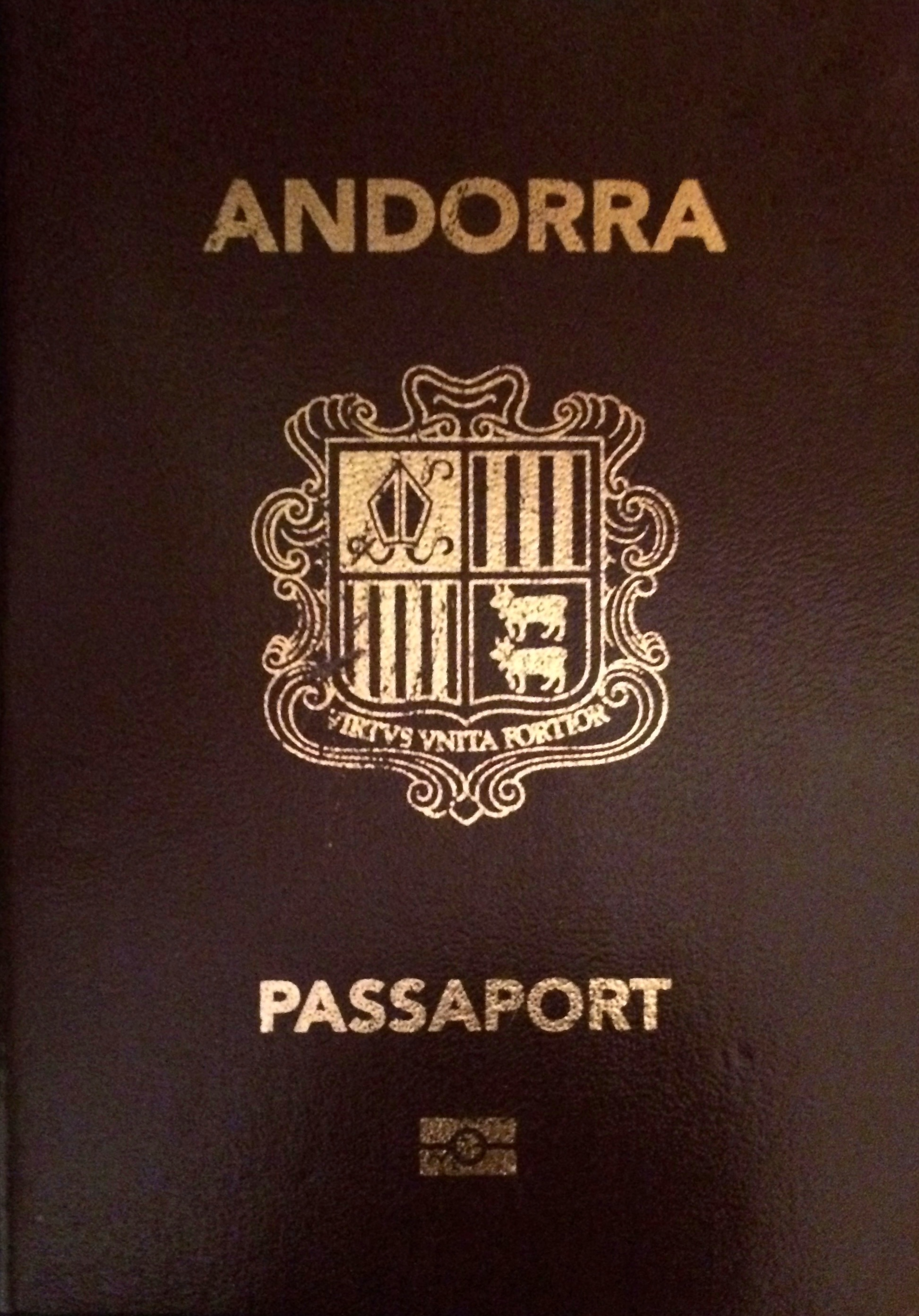
Reisepass von Andorra

Für die andorranische Staatsbürgerschaft wird in erster Linie das ius sanguinis angewandt, d. h. Kinder andorranischer Staatsbürger haben Anspruch auf die Staatsbürgerschaft.
In alter Zeit erfolgte die Einbürgerung nach Gewohnheitsrecht (cotoume) durch souveräne Entscheidung der Kodominanten. Seit 23. Mai 1775 entschied der Generalrat, bei mittelwichtigen Fällen der jeweilige Gemeinderat. Einheiratende Ausländerinnen hatten die Option, innerhalb eines Jahres nach Eheschließung beim Notar zu erklären, ob sie die Staatsangehörigkeit ihres Mannes annehmen wollten.
Ein erstes Staatsangehörigkeitsgesetz erging am 17. Juni 1939. Die einzige Möglichkeit zum Erwerb der Staatsangehörigkeit durch Männer war die Heirat mit einer Andorranerin; die Ehe musste katholisch und kirchlich geschlossen werden, um gültig zu sein. Die Frau musste Eigentümerin ererbten Grundeigentums sein (pubilla). Einbürgerungsgrund war nicht die Eheschließung, sondern der Grunderwerb des neuen Ehemannes (in dessen Besitz das Land vor der Gleichberechtigung der Geschlechter überging) und die dadurch bedingte Aufnahme in die Gemeindebürgerschaft. Die Zustimmung der Kodominanten war immer notwendig, der Neubürger hatte nur eingeschränkte politische Rechte.
Ansässige Nachfahren von Ausländern ohne Grundbesitz wurden bis in die zweite Hälfte des 20. Jahrhunderts erst in der dritten Generation eingebürgert („Ersitzung“), sofern alle drei gut beleumundet waren. Allerdings wurde das Gesetz von 1939 am 26. Dezember 1941 dahingehend ergänzt, dass gut beleumundete und gut katholische Kinder von seit mindestens 20 Jahren ununterbrochen Ansässigen eingebürgert werden durften.
Verlustgründe waren u. a. die Annahme einer fremden Staatsbürgerschaft und der langjährige Aufenthalt im Ausland. Ein Kind eines nicht im Lande lebenden Andorraners verlor die Staatsbürgerschaft einen Monat nach seinem 21. Geburtstag, wenn es nicht seinen Wohnsitz im Lande nahm. Frauen, die Ausländer heirateten, konnten für die Staatsangehörigkeit ihres Mannes optieren.

#### Reformiertes Recht seit 1995
Die andorranische Staatsbürgerschaft und damit – abhängig vom Alter – das aktive und passive Wahlrecht ist verhältnismäßig schwer zu erhalten. Das strenge Staatsbürgerschaftsgesetz stellt hohe Anforderungen an eine Einbürgerung. Eine mehrfache Staatsbürgerschaft ist weiterhin nicht erlaubt. Nur eine Minderheit der Bevölkerung Andorras ist auch Bürger des Landes.
Auch in Andorra geborene Kinder von Ausländern, die entweder selbst schon in Andorra geboren wurden oder seit mindestens zehn Jahren dort leben, können Staatsbürger werden. Wer in Andorra ohne Staatsbürgerschaft geboren wird, kann die andorranische Staatsbürgerschaft unter gewissen Voraussetzungen erlangen. Die Einbürgerung ist generell nur nach Aufgabe der bestehenden Staatsangehörigkeit und einer bestimmten Aufenthaltsdauer in Andorra möglich. Diese beträgt 20 Jahre und kann auf 15 Jahre verringert werden, wenn die Großeltern aus Andorra stammten, und auf zehn Jahre, wenn in Andorra die Schule besucht und eine Berufsausbildung absolviert wurde.
Eine Ausnahme von diesen Regelungen gilt für die beiden Staatsoberhäupter.

### Judikative

#### Im 19. und 20. Jahrhundert
Der französische Cour de Cassation war schon beim Urteil am 9. Mai 1845 der Ansicht, dass Andorra prozessrechtlich Inland sei und Frankreich Polizeibefugnisse zustünden. Dieser Anspruch, z. B. auf Nacheile, wurde durch Urteil am 12. Mai 1859 erweitert und durch das Tribunal correctionel de Toulouse am 22. Nov. 1905 bestätigt.
Traditionell waren die Gemeinderäte auch zuständig für die Polizei. Mit dem Dekret vom 11. Juli 1931 schuf man erstmals eine richtiggehende Polizei. Für jede Gemeinde gab es einen Vollzeitpolizisten sowie sechs bei Bedarf anrückende Hilfspolizisten.

#### Funktionsweise der Justiz
Die Verfassung ist die oberste Norm der Rechtsordnung. Sie ist für alle Batlles (erstinstanzliche Richter), Richter und Gerichte verbindlich, die Recht sprechen und die Gesetze gemäß den Grundsätzen der Verfassung anwenden. In der Ausübung ihrer Rechtsprechungskompetenz sind Batlles und Richter aller Rechtsorgane und des Obersten Gerichtshofs unabhängig.

#### Rechtsorgane
Traditionell wurden für zivilrechtliche Fragen zwei Batlles auf drei Jahre ernannt. Strafsachen urteilten in erster Instanz die Vögte ab. Die Kodominanten ernannten abwechselnd einen für Berufungssachen zuständigen Richter auf Lebenszeit. An seinen Verhandlungen nahmen zwei Beisitzer ohne Stimmrecht teil. Als dritte, d. h. Revisionsinstanz fungierte beim Bischof ein von ihm ernannter Richter, für Frankreich das seit 1888 das Berufungsgericht in Perpignan.
Heutige Gerichtsinstanzen sind:
- die Batllia d’Andorra (erstinstanzliches Gericht für kleinere Delikte),
- der Tribunal de Corts (Berufungsgericht bei kleineren Delikten sowie erstinstanzliches Gericht für schwerere Fälle),
- der Tribunal Superior d’Andorra (Oberster Gerichtshof).

Verfassungsgericht ist der Tribunal Constitucional d’Andorra.
Die Justizverwaltung wird durch den Consell Superior de la Justicia d’Andorra (Oberster Justizrat) ausgeübt, die Strafverfolgung durch die Staatsanwaltschaft.

#### Ombudsmann
Der Ombudsmann verteidigt und wacht seit dem Jahr 1998 über die von der Verfassung gewährleisteten Rechte und Freiheiten. Er behandelt Privatklagen und -beschwerden, welche die Verletzung der Rechte durch die öffentliche Verwaltung betreffen. Außerdem kann er Empfehlungen aussprechen, an Pflichten und gesetzliche Verpflichtungen erinnern und Vorschläge zur Umsetzung neuer Maßnahmen machen.

### Außenpolitik

#### Mitgliedschaft in Organisationen
Andorra ist Mitglied in folgenden internationalen Organisationen:
- Vereinte Nationen, seit 28. Juli 1993
- UNESCO
- Weltorganisation für geistiges Eigentum (WIPO), seit 28. Oktober 1994
- Europarat, seit 10. November 1994
- Organisation für Sicherheit und Zusammenarbeit in Europa (OSZE), seit 24. April 1996
- Weltgesundheitsorganisation (WHO), seit 15. Januar 1997
- Welttourismusorganisation (UNWTO), seit 5. Februar 1996
- Internationale Fernmeldeunion (ITU), seit 12. November 1993
- Europäische Rundfunkunion (EBU), bis November 2011
- Weltorganisation für Tiergesundheit (OIE)
- Consejo de Cooperación Aduanera (CCD)
- UN-Wirtschaftskommission für Europa (ECE)
- Interpol
- Internationale Rotkreuz- und Rothalbmond-Bewegung (IFRCS)
- Internationales Olympisches Komitee (IOC)
- Internationaler Strafgerichtshof
- Beobachterstatus bei der Welthandelsorganisation (WTO)

#### Diplomatische Beziehungen

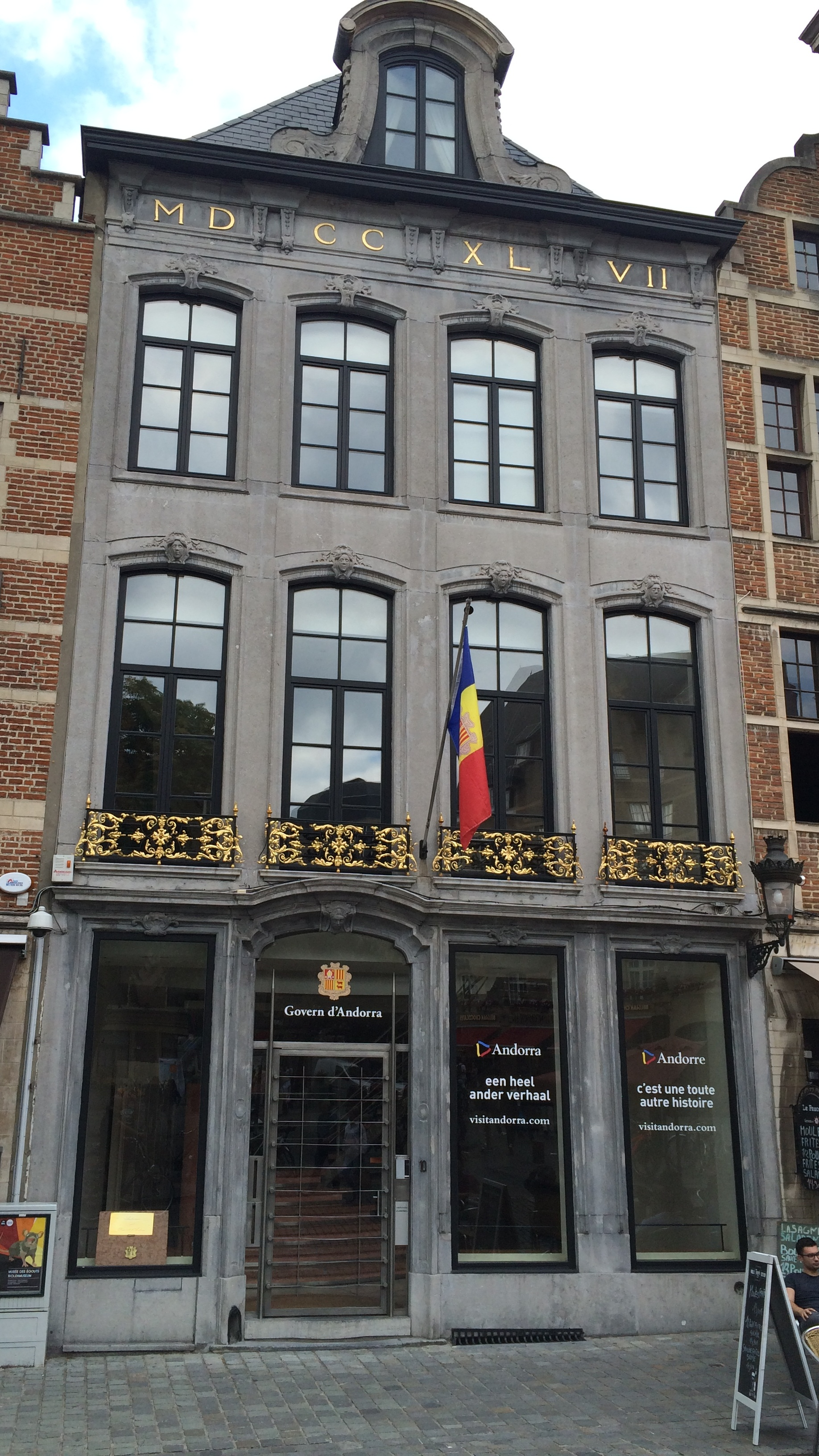
Botschaft in Brüssel

Andorra unterhält diplomatische Beziehungen mit allen europäischen Ländern mit Ausnahme von Belarus. Botschaften befinden sich in Paris, Madrid, Brüssel und Lissabon. Diplomatische Missionen befinden sich in Straßburg beim Europarat, in Genf für die Organisationen der Vereinten Nationen, in New York beim Hauptquartier der Vereinten Nationen sowie in Wien für die dort ansässigen internationalen Organisationen.
Die Beziehungen zwischen Andorra und Deutschland sind traditionell freundschaftlich und frei von Problemen. Deutschland war 1994 der vierte Staat, der Andorra nach Verabschiedung der neuen Verfassung von 1993 endgültig als souverän und unabhängig anerkannte. Der deutsche Botschafter in Spanien ist auch in Andorra akkreditiert. Die konsularische Betreuung wird vom deutschen Generalkonsulat in Barcelona wahrgenommen.
Die Schweiz schloss mit Andorra 1961 ein Abkommen für den Personenverkehr. Zuständig für die diplomatischen Geschäfte ist der Schweizer Botschafter in Madrid. Die konsularischen Angelegenheiten werden von Barcelona aus betreut. Seit 2001 ist die Schweiz in Andorra zudem durch einen Honorarkonsul vertreten. Die permanente diplomatische Mission bei den Vereinten Nationen in Genf ist zwar keine Botschaft, aber der für die Schweiz akkreditierte Botschafter Andorras, Lluís Viu Torres, hat dort seinen Sitz. Zudem ist er als Botschafter für Liechtenstein, Monaco und San Marino akkreditiert.
Auch mit Österreich unterhält Andorra traditionell freundschaftliche Beziehungen. Der österreichische Botschafter in Madrid ist auch in Andorra akkreditiert. Im Dezember 2009 schloss Andorra ein bilaterales Steuerinformationsabkommen mit Österreich. Die für Österreich zuständige Auslandsvertretung Andorras sitzt in Wien. Marta Salvat ist als Attachée akkreditiert und vertritt Andorra außerdem bei den internationalen Organisationen in Wien.
Außerhalb Europas unterhält Andorra diplomatische Beziehungen mit zahlreichen Ländern, doch nur wenige Länder haben Botschafter akkreditiert. In Afrika ist es Marokko, Asien ist nur durch Russlands Anteil an diesem Kontinent vertreten, und in Nordamerika sind es die Vereinigten Staaten, Kanada und Mexiko, doch es existiert nur eine Botschaft in New York. Der dort ansässige Botschafter, Narcís Casal de Fonsdeviela, ist akkreditierter Botschafter für die USA, Kanada und Mexiko sowie Repräsentant Andorras bei den Vereinten Nationen.

#### Transpyrenäische Zusammenarbeit
Das transpyrenäische regionale Kooperationsorgan Communauté de travail des Pyrénées, in der die französischen Regionen Okzitanien und Nouvelle-Aquitaine sowie die spanischen autonomen Regionen Katalonien, Aragonien, Navarra und das Baskenland mit Andorra zusammenarbeiten, ist für die Entwicklung der Verkehrsinfrastruktur, Energieversorgung und zahlreichen anderen Bereichen von Bedeutung. Die Zusammenarbeit begann im Jahr 1983.

### Menschenrechte
Einige Verbände haben die aktuellen Vorschriften, die bei der Kontrolle von Einwanderern angewandt werden, verurteilt. Sie besagen, dass eine Arbeitserlaubnis denjenigen verweigert wird, die an Alkoholismus leiden oder von anderen Substanzen abhängig sind, sowie denjenigen, die an Krankheiten leiden, die nach den WHO-Kriterien quarantänepflichtig sind. Des Weiteren wird sie Personen verweigert, die an psychomentalen Erkrankungen leiden, die eine Gefahr für die öffentliche Sicherheit und Ordnung darstellen, oder Trägern von Infektionskrankheiten, wie beispielsweise Hepatitis oder HIV/AIDS, die eine Gefahr für die öffentliche Gesundheit sind. Ebenso wird sie Personen verweigert, die aufgrund einer körperlichen und geistigen Behinderung für die Art der Arbeit, für die eine Arbeitserlaubnis beantragt wird, ungeeignet sind. Die Prostitution ist illegal.

### Homosexualität
Die Gesetze zur Homosexualität in Andorra sind liberal, das gesellschaftliche Klima in dem Staat erlaubt Homosexuellen die unbeeinträchtigte Entfaltung im öffentlichen Leben. Die Strafbarkeit von Homosexualität wurde 1970 aufgehoben. Das Schutzalter liegt einheitlich bei 14 Jahren. In Andorra bestehen Antidiskriminierungsgesetze zum Schutze der sexuellen Identität im Arbeits- und Zivilrecht. Andorra hat gleichgeschlechtliche Partnerschaften landesweit durch die Einführung von eingetragenen Partnerschaften seit 2005 gesetzlich anerkannt. Eine Öffnung der Ehe wie im benachbarten Spanien bzw. Katalonien oder Frankreich ist hingegen bisher nicht erfolgt. Die von 2009 bis 2011 regierende Partit Socialdemòcrata hatte in ihrem Wahlkampf 2009 angekündigt, die Ehe für gleichgeschlechtliche Paare einzuführen. Andorra gehört zu den generell toleranten Staaten im Thema Homosexualität, die größtenteils in der Bevölkerung respektiert und akzeptiert wird. Eine LGBT-Gemeinschaft findet sich aufgrund der geringen Bevölkerungszahl des Staates nur in kleinem Umfang in der Hauptstadt Andorra la Vella.

### Nationale Symbole und Auszeichnungen

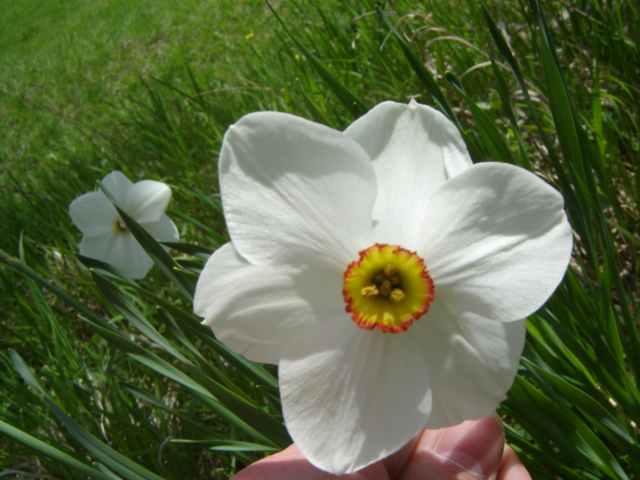
Weiße Narzisse

Die Flagge Andorras ist eine Trikolore in Blau, Gelb und Rot mit dem Wappen Andorras auf dem gelben Streifen. Das Staatswappen Andorras wurde im Jahr 1969 angenommen und 1996 bestätigt.
Blasonierung: „Geviert, in 1 in Rot eine goldene, silbern gebordete Mitra, einen schräglinken goldenen Bischofsstab belegend, in 2 in Gold drei rote Pfähle, in 3 in Gold vier rote Pfähle und in 4 in Gold pfahlweise zwei blau bewehrte, je ein blaues Glockenhalsband tragende, rote Kühe.“ Der Wappenschild ist in einen volutenverzierten goldenen Schildrahmen eingelassen, der unter dem Wappen das Motto Virtus Unita Fortior (lateinisch Vereinigte Tapferkeit (ist) stärker) trägt.
Wappenerklärung: Mitra und Bischofsstab stehen für den Bischof von Urgell, die drei roten Pfähle für die Grafen von Foix, die vier roten Pfähle entstammen dem Wappen Kataloniens und die beiden roten Stiere dem Wappen von Béarn.
El Gran Carlemany (katalanisch „Der große Karl der Große“) ist die Nationalhymne von Andorra. Der Text stammt von Joan Benlloch i Vivo (1864–1926), die Musik von Enric Marfany Bons (1871–1942). 1914 wurde sie zur Nationalhymne erklärt.
Die Weiße Narzisse, auch Dichternarzisse genannt (botanischer Name Narcissus poeticus, katalanisch grandalla), wächst wild und wird als nationale Blume betrachtet. Die Blüten haben sechs Blütenblätter, was der Anzahl der ursprünglichen Pfarreien im Land entspricht.
2007 stiftete die Regierung den Orde de Carlemany („Orden Karls des Großen“), zusammen mit dem Premi Carlemany („Karlspreis“) für katalanische Literatur, Literatur allgemein, Kunst, Wissenschaft und humanitäre Arbeit.

### Landesverteidigung
Andorra besitzt kein stehendes Militär. Die Sometent ist eine Milizformation, deren vorrangige Aufgabe der Katastrophenschutz ist, die Landesverteidigung ist Aufgabe von Spanien und Frankreich.

### Verwaltungsgliederung
Andorra besteht aus sieben parròquies (Singular parròquia, wörtlich Pfarreien, tatsächlich Gemeinden). Einige Parròquies werden noch weiter untergliedert in Viertel oder Nachbarschaften. Die Comuns sind die Organe, die die Gemeinden vertreten und verwalten, den kommunalen Haushalt genehmigen und ausführen, ihre öffentliche Politik beschließen und umsetzen und das gesamte kommunale Eigentum verwalten. Sie erhalten Finanzmittel aus dem allgemeinen Staatshaushalt, damit ihre finanzielle Unabhängigkeit gewährleistet ist.

## Wirtschaft
Das Entwicklungsprogramm der Vereinten Nationen zählt Andorra zu den Ländern mit sehr hoher menschlicher Entwicklung.

### Sektoren
Das kleine Fürstentum verfügt praktisch über keine Naturressourcen, allenfalls Wasser und Granitschiefer. Früher war Andorra trotz seiner Gebirgslage ein Agrarstaat, im Laufe der Jahre beschränkte sich die Landwirtschaft jedoch weitgehend auf Viehhaltung sowie Tabakanbau und -verarbeitung und für den Inlandsbedarf Kartoffelanbau.

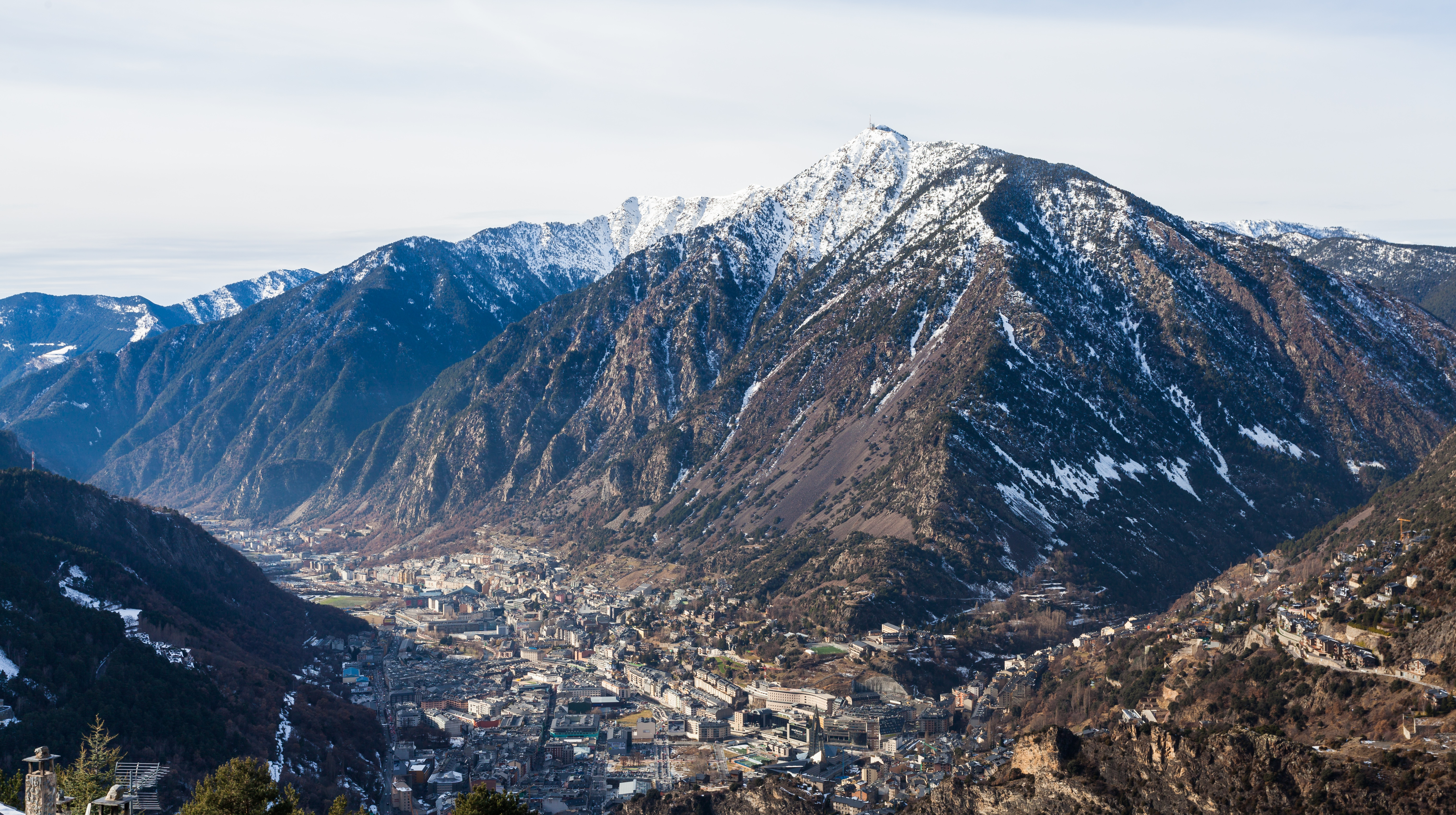
Blick auf die Hauptstadt Andorra la Vella

Andorra lebt vor allem vom Tourismus (mehr als drei Millionen Besucher im Jahr 2016), zum Beispiel durch Wintersport. Rund 700 Hotels sowie Sport- und Ferienzentren stehen zur Verfügung. Außerdem ist der Verkauf von durch Wasserkraft erzeugtem Strom an die benachbarte Region Katalonien eine bedeutende Einnahmequelle. Die Konzession von 1929 zur Nutzung dieser Ressource zur Stromversorgung hat zum Bau von Hauptverkehrsstraßen sowie zur Errichtung eines Stromnetzes geführt. Auch das Bankwesen ist sehr gut entwickelt. Eine weitere Einnahmequelle sind die Konzessionsgebühren der örtlichen Rundfunkanstalten. Andorra gewährt seinen Einwohnern weitgehend Steuerfreiheit.
Durch die niedrige Umsatzsteuer ist der Staat für Luxusartikel attraktiv (Gold, Schmuck, Lederwaren, Bekleidung, Kosmetika). Andorra ist ein Staat, der hauptsächlich von Dienstleistungen und vom Fremdenverkehr lebt. Es gibt nur wenig Industrie, aber die neue Strategie der Diversifizierung der Wirtschaft kann dazu führen, dass sich in Andorra in Zukunft leistungsstarke und spezialisierte kleine und mittlere Unternehmen – zum Beispiel im pharmazeutischen oder optischen Bereich (Glasaugen) – niederlassen werden.
Am 28. Januar 2016 schlug die EU-Kommission Maßnahmen zur Bekämpfung von Steuerflucht vor. Unter anderem Andorra erschien dabei zeitweise auf einer schwarzen Liste der Steueroasen.
In späteren Versionen der Liste war Andorra nicht mehr aufgeführt.

### Außenhandel
Die Beziehungen zur Europäischen Union sind durch ein am 28. Juni 1990 unterzeichnetes Handelsabkommen geregelt, das eine Zollunion für Industrieprodukte und besondere Regelungen für landwirtschaftliche Produkte vorsieht. Dieses zeitlich unbegrenzte Rahmenabkommen ist am 1. Januar 1991 in Kraft getreten. Die ebenfalls zeitlich unbegrenzten Zollbestimmungen gelten seit dem 1. Juli 1991. Das Abkommen wurde 1995 erweitert, als Andorra einen Antrag auf das unbegrenzte Vorrecht im Hinblick auf die direkte Rückerstattung des gemeinsamen Außenzolls gestellt hatte. Importiert werden vor allem Konsumgüter aller Art, exportiert werden elektrische Energie, Vieh, Schaffelle, Keramik, Holz. Die andorranische Wirtschaft ist in hohem Maße von Spanien abhängig. 2014 importierte Andorra hauptsächlich aus Spanien (61,74 % Anteil am Gesamtwert der Importe), gefolgt von Frankreich (15,53 %), der Volksrepublik China (4,14 %) und Deutschland (3,85 %). Spanien war 2014 auch der Hauptabnehmer andorranischer Produkte (58,98 % Anteil am Gesamtwert der Exporte), gefolgt von Frankreich (17,86 %) und Norwegen (5,53 %).
Andorra war als Steueroase bekannt; bis Ende 2014 gab es keine allgemeine Einkommens- oder Erbschaftsteuer. 2011 trat eine Gewinnsteuer von 5 % auf wirtschaftliche Aktivitäten in Kraft. Eine Steuer in gleicher Höhe wird auf Gewinne von Gesellschaften erhoben. Seit dem 1. Januar 2006 wird eine Mehrwertsteuer auf die meisten Waren und Dienstleistungen erhoben. Sie beträgt mit Stand von 2019 im Normalsatz 4,5 %. Für bestimmte Branchen gibt es davon abweichende Steuersätze von 1 %, 2,5 % und 9,5 %. Die günstigen steuerlichen Bedingungen werden auch von „Briefkastenfirmen“ genutzt. Auch Touristen erfreuen sich niedriger Preise für Spirituosen, Tabak und Kosmetik, da alle Waren in Andorra zollfrei sind. Alles, was nicht dem unmittelbaren Verbrauch dient, sollte beim Kauf allerdings deklariert werden, da es bei der Ausfuhr der Produkte sonst Schwierigkeiten geben kann.

### Staatshaushalt
Der Staatshaushalt umfasste 2009 Ausgaben von umgerechnet 650 Mio. US-Dollar, dem standen Einnahmen von umgerechnet 513 Mio. US-Dollar gegenüber. Daraus ergab sich ein Haushaltsdefizit in Höhe von 3,6 % des Bruttoinlandsprodukts.
Die Staatsverschuldung betrug 2009 1,189 Mrd. US-Dollar oder 31,3 % des BIP.
2006 entsprachen die Staatsausgaben in den folgenden Bereichen, in % des BIP:
- Gesundheit:[50] 7,4 %
- Bildung:[51] 2,3 %
- Militär:[51] 0,0 % (Andorra unterhält kein Militär, die Landesverteidigung wird von Frankreich und Spanien übernommen)

### Energie
Andorra erzeugt einen Teil seines Stroms selbst. Die Produktion ist jedoch nicht ausreichend, um den landeseigenen Bedarf zu decken. Daher wird neben Erdölprodukten auch Strom importiert.
1929 genehmigte der Consell General der Gesellschaft Forces Hidroelèctriques d’Andorra, die französisch-spanische Interessen vertrat, die Errichtung eines Wasserkraftwerks. Im Gegenzug verpflichtete sich das Unternehmen, mehrere Straßen anzulegen. 1931 begann der Bau des Werks in Encamp, 1934 ging es in Betrieb. Der Strom wurde nach Frankreich und Spanien exportiert. Nachdem sich nun auch der Inlandsverbrauch erhöht hat, kann die landeseigene Produktion die Nachfrage nach Strom nicht mehr decken. Während die inländische Stromerzeugung im Jahr 2009 insgesamt 101.011 MWh (85 % aus Wasserkraft) ausmachte, mussten 497.732 MWh importiert werden. Andorras eigene Energieerzeugung deckt 17 % des Verbrauchs. Das Energieunternehmen wurde 1988 von der andorranischen Regierung übernommen und in Forces Elèctriques Andorra umbenannt. Seitdem ist es für die Erzeugung und Verteilung des Stroms im Lande verantwortlich.

### Währung
Andorra ist nicht Mitglied der Europäischen Union, es genießt jedoch einen Sonderstatus im Verhältnis zur EU. Der Staat besaß bis 2014 keine eigene Währung. Während des Spanischen Bürgerkriegs von 1936 bis 1939 besaß Andorra mit der Pesseta jedoch kurzzeitig eine eigene Währung. Vor dem 1. Januar 2002 waren der französische Franc und die spanische Peseta alleinige offizielle Zahlungsmittel. Danach wurden diese wie in Frankreich und Spanien durch den Euro ersetzt. Andorra hatte zuerst keine eigenen Euromünzen, kann aber gemäß der am 30. Juni 2011 mit der EU getroffenen Währungsvereinbarung, nach Ratifizierung der Vereinbarung, ab 1. Juli 2013 nationale Euromünzen im Nennwert von zunächst 2,342 Millionen Euro pro Jahr herausgeben. Anfang 2014 wurde der Euro die offizielle Währung des Staates. Die Ausgabe der ersten Münzen erfolgte Ende 2014.
Überwiegend zu Sammlerzwecken werden vom Servei d’Emissions de la Vegueria Episcopal ‚Münzanstalt des bischöflichen Kofürsten‘ Münzen in der Kunstwährung Diner ausgegeben (1 Diner = 100 Cèntims) [katalanisch els diners ‚Geld‘]. Diese gibt es seit 1983 in Werten von 1 Cèntim bis zu 250 Diners. Die Umrechnungsrate ist ESP 100 (0,60 EUR) oder 5 FRF (~125 ESP oder 0,75 EUR) zu einem Diner. Geldbeträge werden in Andorra meist doppelt ausgewiesen, in Diners und in Euro.

### Tourismus

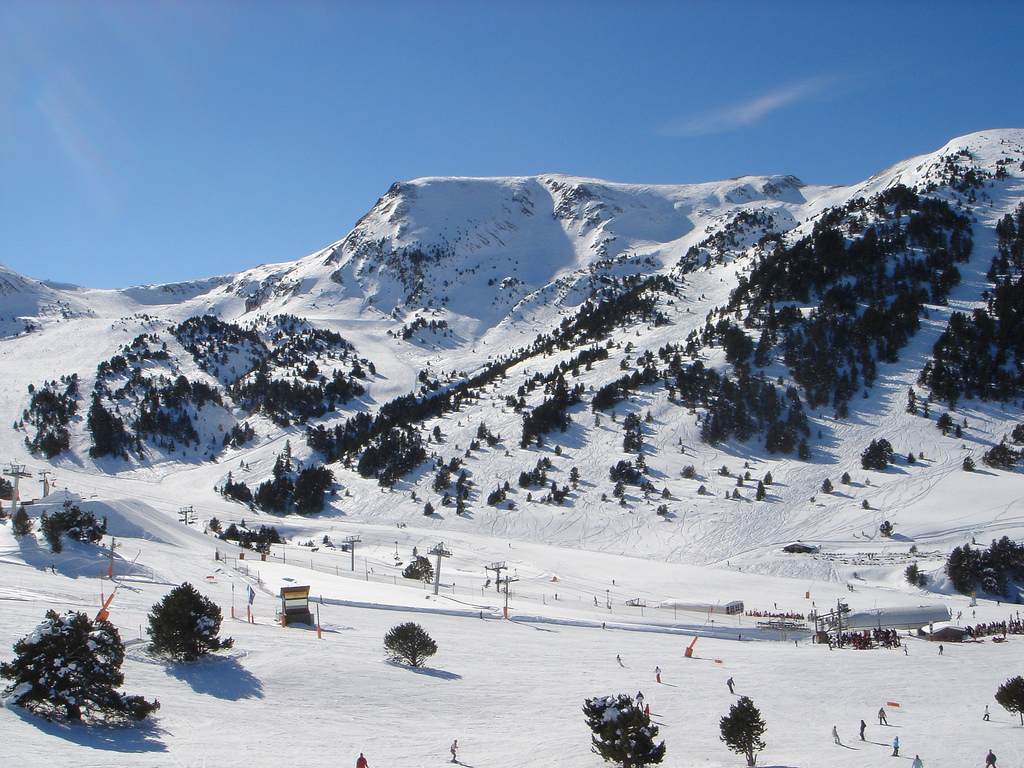
Skigebiet in den Bergen Andorras

Der Tourismus und der daran beteiligte Handel sind die tragenden Säulen der andorranischen Wirtschaft (≈ 80 % des Bruttonationalprodukts). Von Andorras abgabenfreien Läden werden jährlich Millionen von Touristen angelockt. Die meisten Touristen sind Tagesbesucher. Die Zahl der Übernachtungen und Tagestouristen ist in den letzten Jahren rückläufig.
| 2005       | 2006       | 2007       | 2008       | 2009      |
| ---------- | ---------- | ---------- | ---------- | --------- |
| 11.049.490 | 10.736.722 | 10.743.201 | 10.193.749 | 9.111.856 |

Die Touristen werden durch Andorras niedrige Steuersätze und die Möglichkeit des freien Handels angezogen. 2009 kamen 57 % der Besucher aus Spanien, 40 % waren Franzosen. Der Duty-Free-Tourismus war vor dem EU-Beitritt Spaniens 1986 von besonderer Bedeutung, aber immer noch können Besucher, die nach Frankreich und Spanien zurückkehren, eine freie Menge an Tabakwaren, Alkohol, Parfüm, Lebensmittel und industrieller Produkte (vor allem Klein-Elektronik), mitnehmen, die größer ist, als bei vielen Staaten außerhalb der EU (Stand: 2007). Das bedeutet, dass der Handel eine große Rolle in Andorra in Bezug auf Beschäftigung und Umsatz spielt.
Die meisten Besucher (80 %) sind Tagestouristen aus Spanien und Frankreich. Der Staat hat Hunderte von Hotels und andere Übernachtungsmöglichkeiten sowie Thermalquellen in Escaldes-Engordany. 2009 gab es in Andorra 720 Betriebe im Hotel- und Gastronomiegewerbe, und es übernachteten 1,8 Millionen Gäste im Staat. Die Tourismusindustrie hat sowohl im Sommer als auch im Winter Hochsaison. Andorra ist die größte Wintersportdestination in den Pyrenäen.

## Infrastruktur

### Verkehr

Kennzeichnung der CG 1

Kennzeichnung der CS 240

Andorra besitzt Straßen in einer Gesamtlänge von 269 Kilometern, davon sind 198 Kilometer asphaltiert und 71 Kilometer nicht asphaltiert. Das staatliche Straßennetz besteht zum einen aus sechs Hauptstraßen (katalanisch carreteres generals, Abkürzung CG) und zum anderen aus sekundären Straßen (carreteres secundàries, CS). Alle Grenzübergänge liegen an Hauptstraßen. Die Hauptverbindung in Richtung Spanien führt über die CG 1 durch das Valira-Tal südlich von Sant Julià de Lòria, weitere Grenzübergänge liegen an der CG 4 in Richtung des spanischen Dorfes Tor und an der CG 6. Dies ist die einzige Straße ins spanische Os de Civís, eine funktionale Exklave. Der einzige Grenzübergang nach Frankreich befindet sich östlich von Pas de la Casa an der CG 2, die über den mit 2408 Metern höchsten Pyrenäenpass Port d’Envalira führt, der bis weit ins 20. Jahrhundert in den Wintermonaten geschlossen war. Als Alternative zur Passstraße wurde 2002 der 2850 m lange Tùnel d’Envalìra eingeweiht. Bereits in den 1980er Jahren wurde der Bau einer zweiten Straßenverbindung mit einem Tunnel (Port du Rat) nach Frankreich begonnen, die heute nordwestlich des andorranischen Ortes El Serrat endet, da die Arbeiten auf französischer Seite wegen Umweltbedenken eingestellt wurden.
Andorra verfügt auf seinem Territorium über keinen Flughafen und keinen Schienenverkehr. Seit 2014 ist Andorra – La Seu d’Urgell in Katalonien als Andorras Flughafen anerkannt. Internationale Busverbindungen bestehen nach L’Hospitalet-près-l’Andorre (von dort besteht Bahnverbindung nach Toulouse, Paris und Barcelona), zum Flughafen Toulouse-Blagnac und nach Barcelona. Das interkommunale Busverkehrsnetz Clipol verbindet die meisten andorranischen Gemeinden mit den größeren Orten des Landes. Acht Buslinien verkehren tagsüber ab Andorra la Vella. Taxistandplätze gibt es ausschließlich in Andorra la Vella und Escaldes-Engordany. Über Taxifunk können aus ganz Andorra Taxis bestellt werden.

#### Verkehrsregeln und Geschwindigkeitsbegrenzung
Es gilt Rechtsvorfahrt, außer auf Hauptstraßen; in den Bergen hat der Verkehr bergauf Vorrang gegenüber dem Verkehr bergab. Bei den meisten Verkehrskreiseln besteht für das Fahrzeug im Kreisverkehr Vorfahrt. Zum Kreisverkehr besteht Vorfahrt, wenn davor ein weißes, dreieckiges Verkehrsschild mit rotem Rand und drei schwarzen Pfeilen in einem Kreis steht. Das Telefonieren im Auto per Mobiltelefon ist verboten (außer mit Freisprechanlage).
Das generelle Tempolimit beträgt innerorts 40 km/h sowie außerorts 90 km/h. Autobahnen existieren in Andorra nicht.

### Postwesen, Telekommunikation und Internet
Die Post innerhalb Andorras ist kostenlos. Briefe ins Ausland werden über die französische oder die spanische Post verschickt. Diese beiden bringen die Briefmarkenausgaben für Andorra heraus. Postleitzahlen wurden 2004 eingeführt.
In Andorra gibt es zirka 40.000 Telefonanschlüsse und über 70.000 Mobiltelefone. Im Jahr 2017 nutzten 91,6 Prozent der Einwohner Andorras das Internet.

## Kultur
Der Nationalfeiertag ist der 8. September, der Tag der Verge de Meritxell, der Jungfrau von Meritxell, die von altersher die Schutzpatronin Andorras ist. Traditionell findet an diesem Tag eine Prozession statt. Der Tag der Verfassung wird am 14. März begangen. Weitere Feiertage sind der 1. Januar (Neujahr) und der 25. Dezember (Weihnachten). Die andorranische Kultur wird sehr stark vom katalanischen Kulturkreis beeinflusst; sie hat einige bedeutende Beiträge zur Kultur der Katalanen geleistet.

### Romanische Kunst
Andorra hat in seiner tausendjährigen Geschichte einige architektonische Schätze bewahrt, teilweise aus der romanischen Epoche. Der größte Teil des architektonischen Erbes besteht aus Denkmälern religiöser Natur in Form von Gebäuden, Skulpturen und Gemälden. Bekannte Bauwerke sind:
- die Kirche von Santa Coloma (Andorra la Vella)
- die Margineda-Brücke (Sant Julià de Lòria)
- die Kirche Sant Antoni (La Massana)
- das Heiligtum von Meritxell (Canillo)

### Musik und Tanz
Typische Volkstänze sind die Marratxa und die Contrapàs, die vor allem bei Festen getanzt werden.
Überregional bekannt ist das internationale Jazz-Fest von Escaldes-Engordany, an dem Starmusiker wie Miles Davis, Fats Domino und B. B. King teilgenommen haben.
Das Kammerorchester Orquestra Nacional de Cambra d’Andorra wurde 1992 gegründet und 2006 in Orquestra Nacional Clàssica d’Andorra (ONCA) umbenannt. Andorra hat einen nationalen Knabenchor, Cor Nacional Dels Petits Cantors d’Andorra, der 1991 gegründet wurde.
2004 nahm Andorra erstmals am Eurovision Song Contest teil. Das andorranische Lied erregte vor allem bei katalanischen Medien Aufsehen, da es das erste Lied in der Geschichte des Wettbewerbs war, das vollständig auf Katalanisch gesungen wurde. Allerdings schied es bereits im Halbfinale aus, ebenso wie die andorranischen Beiträge der Jahre 2005 bis 2009. Den besten Platz belegte Andorra im Jahr 2007 dank der Band Anonymous, die das Finale knapp verpasste.

### Museen
Andorra verfügt über mehrere Museen, die die Geschichte des Landes dokumentieren.
Die Casa de la Vall in Andorra la Vella, Sitz des Generalrates der Täler, wurde 1580 als Patrizierhaus mit Verteidigungsturm errichtet und 1702 vom Vorläufer des Generalrates, dem Consell de la Terra, erworben und in ein Verwaltungsgebäude (Volksvertretung, Gericht und Gefängnis) umgewandelt. Heute können der Gerichtssaal, der Sitzungssaal des Generalrates, der Vornehme Saal und die mit traditionellen Möbeln eingerichtete Küche besichtigt werden. Im Sitzungssaal des Generalrates befindet sich ein Schrank mit sieben Schlüsseln, in dem einst die Dokumente des Rates aufbewahrt wurden; jede Pfarrei (Kommune) Andorras besaß einen Schlüssel zu dem Schrank, der nur von den Repräsentanten aller sieben Kommunen gemeinsam geöffnet werden konnte. Außerhalb des Gebäudes befinden sich neben dem Garten mehrere Monumente, darunter eines von Josep Viladomat.
Weitere Museen sind:
- das Museu Carmen Thyssen Andorra in Escaldes-Engordany
- das Museum Josep Viladomat (in Escaldes-Engordany)
- das Museum der Modelle romanischer Kunst (in Escaldes-Engordany)
- das Museum Sant Jordi (in Ordino)
- das Nationalmuseum des Automobils (in Encamp)
- das Tabak-Museum in der alten Reig-Fabrik (in St. Julià de Lòria).

### Andorranische Küche

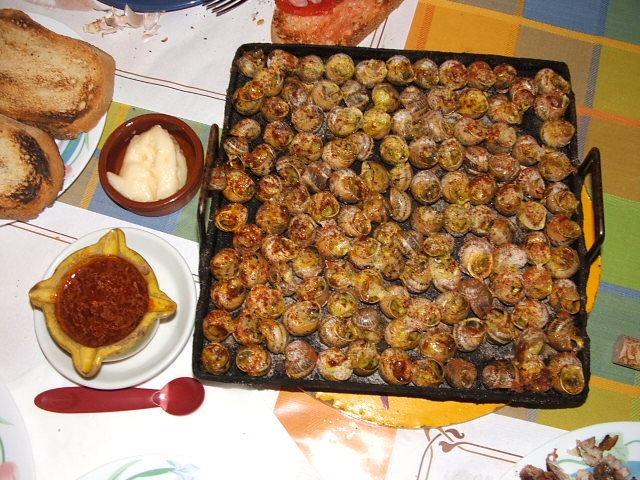
Caragols a la llauna

Die andorranische Küche hat ihre Wurzeln im Katalanischen und wurde von der französischen wie spanischen beeinflusst. Hauptsächlich werden Produkte aus der Landwirtschaft der drei Täler verwendet, wie Speck, Fisch, Fleisch (vor allem Kaninchen, Lamm und Ziege), Gemüse, Getreide und Früchte. Typische Gerichte sind:
- Kaninchen mit Tomaten (conill amb tomàquet)
- Gegrilltes Lamm (xai rostit)

Andere Gerichte sind eher typisch für die Hauptstadt Andorra la Vella. Zum Teil stehen sie aber stellvertretend für ganz Andorra oder gar die katalanische Küche.
- Gegrillte und gewürzte Weinbergschnecken (Caragols a la llauna)
- Ente mit Winterbirne (ànec amb pera d’hivern)
- Wildschweinragout (civet de porc fer)
- Ziegenlamm im Ofen mit kleingeschnittenen getrockneten Früchten (cabrit al forn amb picada de fruits secs)
- Flussforelle andorranisch (truita de riu a l’andorrana)
- Warmer und flambierter Wein (vi calent e cremat)

### Medien
Andorra war bis 1981 Sitz der privaten Rundfunkgesellschaften Radio Andorra und Sud Radio, die bis zum 7. April 1981 in Encamp und auf dem Pic Blanc leistungsfähige Sendeanlagen im Mittel- und Kurzwellenbereich betrieben, deren Empfang in ganz Europa möglich war. Später wurden die Sendeanlagen von der öffentlich-rechtlichen Rundfunkgesellschaft Ràdio i Televisió d’Andorra übernommen. Insgesamt gibt es acht Radiosender (darunter fünf private) und den öffentlich-rechtlichen Fernsehsender Andorra Televisió (ATV) in Andorra. Ferner können spanische und französische Sender empfangen werden.
Es erscheinen drei Tageszeitungen, der Diari d’Andorra, El Periodic d’Andorra und die BonDia, die gratis angeboten wird.
In der Rangliste der Pressefreiheit 2021 – herausgegeben von Reporter ohne Grenzen – belegte Andorra Platz 39 von 180 Staaten.

### Sport
Andorras Olympisches Komitee wurde 1971 gegründet und 1975 vom Internationalen Olympischen Komitee anerkannt. Die Athleten des Landes nahmen 1976 erstmals an den Olympischen Winterspielen in Innsbruck und den Olympischen Sommerspielen in Montreal teil. Bisher konnte aber noch kein andorranischer Teilnehmer eine olympische Medaille gewinnen.
Special Olympics Andorra wurde 1993 gegründet.
Andorra war 1991 und 2005 Austragungsort der Europäischen Kleinstaatenspiele. Außerdem war Soldeu Austragungsort des Alpinen Skiweltcups im Februar 2012. Es fand ein Riesenslalom und ein Slalom statt. Im Jahr 2023 fand das Skiweltcupfinale ebenfalls in Soldeu statt. Vom 15. März 2023 bis 19. März 2023 wurden die Gesamtsieger der FIS Skiweltcup ermittelt und neben der großen Kristallkugel, auch die kleinen Disziplin Kristallkugeln vergeben. Es war eine der größten internationalen Sportveranstaltung Andorras. Der Basketballverein BC River Andorra war 1995/96 Europapokalteilnehmer und spielt seit 2014 wieder in der höchsten spanischen Spielklasse, der Liga ACB.
Neben Wintersport, vor allem Ski Alpin und Skilanglauf, gibt es praktisch zwei Nationalsportarten. Die eine ist Rugby Union und die andere Rollhockey, in dem Andorra jahrelang zur Weltspitze zählte.

#### Fußball

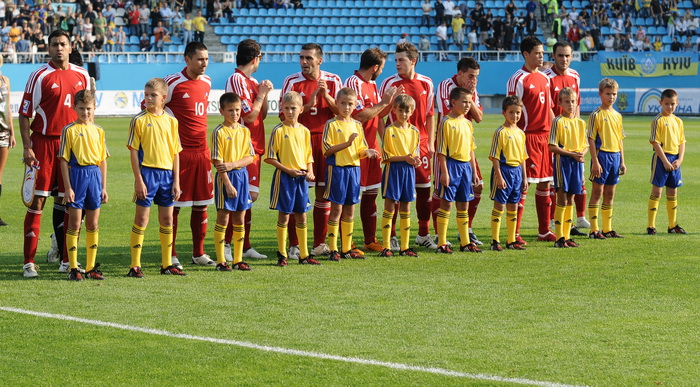
Die andorranische Fußballnationalmannschaft vor einem Länderspiel gegen die Ukraine

Andorras Fußballbund (Federació Andorrana de Futbol), 1994 gegründet, trat 1996 der FIFA und der UEFA bei. Die andorranische Fußballnationalmannschaft spielt ihre Heimspiele im Estadi Nacional. Ihr internationales Debüt machte die Nationalmannschaft im November 1996 beim Länderspiel gegen Estland, das die Andorraner 1:6 verloren. In der FIFA-Weltrangliste steht der Staat derzeit mit 953,95 Punkten auf Platz 174 und damit im europäischen Vergleich auf dem vorletzten Rang vor San Marino.
Die höchste Fußballliga in Andorra ist die Primera Divisió, die 1995 gegründet wurde. In der Liga spielen derzeit acht Mannschaften um die Meisterschaft. Da das kleine Land mit dem Camp d’Esports d’Aixovall und dem Estadi Comunal d’Andorra la Vella nur zwei Stadien für den gesamten Spielbetrieb der ersten und zweiten Liga zur Verfügung hat, sind die Spieltage häufig über die Wochenenden verteilt. Bereits 1990 wurde der Copa Constitució als nationaler Fußballpokal eingeführt. Mit sechs Titeln in der Liga und neun im Pokal ist der FC Santa Coloma Rekordmeister und -pokalsieger des Landes.
Der andorranische Meister qualifiziert sich für die erste Runde der Champions-League-Qualifikation, während der Zweitplatzierte in der ersten Runde der Europa-League-Qualifikation einsteigt. Dort tritt ebenfalls der Sieger des Copa Constitució an.
Einer der größeren Fußballclubs in Andorra ist der FC Andorra aus Andorra la Vella. Der Verein spielt im Gegensatz zu den anderen andorranischen Vereinen nicht in der eigenen Landesmeisterschaft mit, sondern ist im spanischen Ligasystem vertreten. In den 1980er- und 1990er-Jahren spielte er in der Segunda División B, der dritthöchsten spanischen Spielklasse, bevor er in den folgenden Jahren um insgesamt fünf Ligastufen abstieg. Nachdem Gerard Piqué den Verein 2018 erworben hatte, stieg der Verein bis 2022 schrittweise aus der fünftklassigen Primera (1ª) Catalana bis in die Segunda División auf.

#### Radsport
Andorra war mehrfach Etappenort bei der Tour de France (1964, 1993, 1997, 2009, 2016 und 2021) sowie der Vuelta a España (1967, 1985, 1987, 1988, 1991, 1998, 1999, 2003, 2005, 2008, 2010, 2015 und 2019). Eine Besonderheit bildete die 11. Etappe der Vuelta a España 2015. Diese fand komplett auf dem Staatsgebiet von Andorra statt und führte über 138 km und 6 Bergwertungen. Gewonnen wurde die Etappe vom Spanier Mikel Landa.

#### Rugby
Rugby Union ist ein traditioneller Sport in Andorra und der Sport steht vor allem unter südfranzösischem Einfluss, wo er sehr beliebt ist. Die andorranische Rugby-Union-Nationalmannschaft, die den Spitznamen Els Isards trägt, nimmt auf internationaler Ebene an Rugby Union und Siebener-Rugby teil. VPC Andorra XV ist eine Rugbymannschaft aus Andorra la Vella und spielt in der französischen Meisterschaft.

#### Cricket
2012 wurde die andorranische Cricket-Nationalmannschaft gegründet und man spielte ein Heimspiel gegen den Dutch Fellowship of Fairly Odd Places Cricket Club. Dies war das erste Cricketspiel in der Geschichte Andorras und fand auf einer Höhe von 1300 m statt. Der FFOP CC erzielte 187 Runs für fünf Wickets, während die andorranische Mannschaft für 105 Runs ausgebowlt wurde. Die andorranische Auswahl plant, diese Sportart fortzuführen und dafür vor allem Cricketclubs aus dem Süden Frankreichs einzuladen.